# Révolution russe
Vous lisez un « bon article » labellisé en 2008.
Cet article concerne la révolution russe qui a démarré en 1917. Pour les autres révolutions russes, voir Révolution russe (homonymie).
La révolution russe (en russe : русская революция [ˈruskɐjɐ rʲɪvɐˈlʲut͡sɨjɐ]) est l’ensemble des événements ayant conduit en février 1917 au renversement spontané du régime tsariste de Russie, puis en octobre de la même année à la prise de pouvoir par les bolcheviques et à l’installation d’un régime léniniste (« communiste »). Cette dernière débouche sur une guerre civile d'une grande violence, opposant les bolcheviks aux Armées blanches et à un ensemble d'autres adversaires (makhnovchtchina, Armées vertes, etc.). Le conflit est accompagné d'un effondrement de l'économie russe, qui avait débuté pendant la Première Guerre mondiale, et d'une famine particulièrement meurtrière : il s'achève par la victoire des bolcheviks et par la reconstitution, sous l'égide de l'URSS, de la majorité des territoires de l'ex-empire. La révolution en Russie donne également naissance au communisme, un régime politique fondé par Lénine.
Largement favorisée par la Grande Guerre, la révolution russe est un événement fondateur et décisif du « court XXe siècle » ouvert par l’éclatement du conflit européen en 1914 et clos en 1991 par la disparition de l’URSS. Objet pour les uns de sympathies et d’immenses espoirs (la « grande lueur à l’Est » selon Jules Romains, le « charme universel d’Octobre » décrit par François Furet), ou inversement, pour les autres, de sévères critiques, voire de peurs et de haines en raison de la terreur rouge, elle reste un des faits les plus étudiés et les plus discutés de l’histoire contemporaine.
Son déroulement et ses conséquences posent toujours de nombreuses questions. Les historiens sont encore partagés quant à savoir si la « révolution de Février » impliquait nécessairement la « révolution d'Octobre ». La nature d’Octobre (révolution, coup d'État ou combinaison des deux ?), les raisons des violences de la guerre civile russe, celles de la genèse de la dictature soviétique sont également très discutées. Le débat très ancien sur l’évolution conduisant au stalinisme des années 1930 n’a jamais été non plus définitivement tranché : filiation logique, ou bien déviation, par rapport aux idéaux et aux pratiques des bolcheviks de la révolution ?

## La Russie avant la révolution

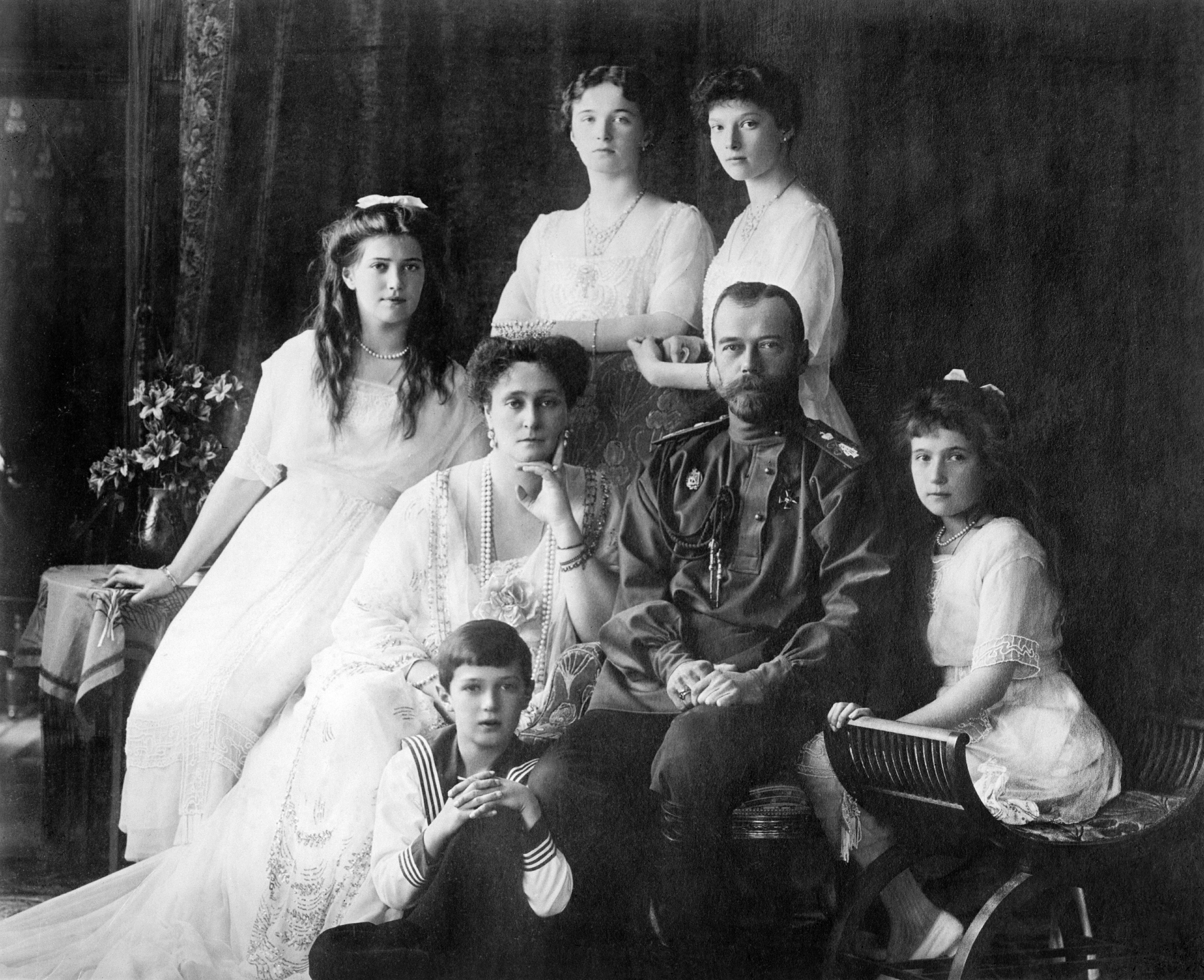
L'empereur Nicolas II et sa famille.

Avant 1917, l'Empire russe était un régime monarchique autocratique.
L’industrialisation de la Russie connut son apogée au début des années 1900, bien après les autres pays européens. Ce développement est dû aux investissements réalisés par des capitalistes étrangers. En effet, après la révolution, non aboutie, de 1905, le doublement de la production industrielle et la constitution d'une classe ouvrière de près de trois millions d'ouvriers sont dus à l'afflux des capitaux étrangers qui ont développé l'activité industrielle (même si elle est encore arriérée par rapport à l'industrie occidentale en 1914) dans de grandes usines permettant ainsi de rendre le regroupement et la mobilisation des travailleurs plus facile qu'en Occident. Ce décalage s’explique par certaines réformes tardives comme l’abolition du servage qui ne se produisit qu’en 1861. Mais, il n'en est pas moins vrai que cette réforme n'a pas été menée avec efficacité : les serfs nouvellement affranchis étaient obligés d'effectuer (trois fois) plus de travaux chez leurs anciens supérieurs que chez eux-mêmes ; de plus, elle ne fait pas allusion à la distribution des terres. L'abolition du servage par l'empereur Alexandre II en 1861 fait apparaître les premières fissures du vieux régime féodal. Une fois affranchis, les ex-serfs migrèrent vers les villes, formant la main-d’œuvre de base de la révolution industrielle. Malgré ce retard, son développement économique fut relativement rapide sous le règne d’Alexandre III (1881-1894) et il continua lorsque son fils, Nicolas II, prit le pouvoir. En 1913, l’Empire russe était la troisième puissance mondiale. Les industries fleurissent, la classe ouvrière est concentrée principalement dans les grandes villes. Cependant, la nouvelle prospérité du pays, financée par d'énormes emprunts à la Bourse de Paris, ne profite pas à la population.
Les dix premières années du règne de Nicolas II furent favorables à l’évolution économique. La principale modification fut la restauration du rouble-or, en 1897. Cela donna un nouvel élan au développement de l’industrie métallurgique. Le ministre des Finances, Serge Witte, à l’origine de la réforme monétaire de 1897, put amener des capitaux étrangers en Russie, grâce aux fameux emprunts russes, surtout français. Ce fut un nouveau bond pour l’industrie lourde et les transports. La construction du chemin de fer transsibérien, entre 1893 et 1901, témoigna de ce nouveau dynamisme. Mais, l'empereur avait des idées très conservatrices, ce qui ne lui permit pas de profiter de ce petit dynamisme économique — pour moderniser la société russe.
L’économie dans son ensemble reste archaïque. La valeur de la production industrielle est en 1913 deux fois et demi inférieure à celle de la France, six fois moins que celle de l’Allemagne, ou quatorze fois moins que celle des États-Unis. Le rendement agricole reste médiocre, la pénurie de transport paralyse toute tentative de modernisation économique. Le PIB par habitant est alors inférieur à celui de la Hongrie ou de l’Espagne de l’époque, et environ un quart de celui des États-Unis. Surtout, le pays est dominé par les capitaux étrangers, qui possèdent près de la moitié des actions en Russie. L’industrialisation du pays a été violente et mal acceptée par les couches de la paysannerie brusquement prolétarisées. La classe ouvrière naissante, bien que faible numériquement, est concentrée dans de grands sites industriels qui facilitent l’émulation révolutionnaire.
La Russie reste un pays essentiellement rural (85 % de la population). Si une partie des paysans, les koulaks, s’est enrichie et constitue une sorte de bourgeoisie rurale soutenant le régime, le nombre de paysans sans terres a augmenté, créant un véritable prolétariat rural, réceptif aux idées révolutionnaires. Même après 1905, un député à la Douma signale que dans bien des villages, la présence de blattes et de punaises dans les maisons était considérée comme un signe de richesse.

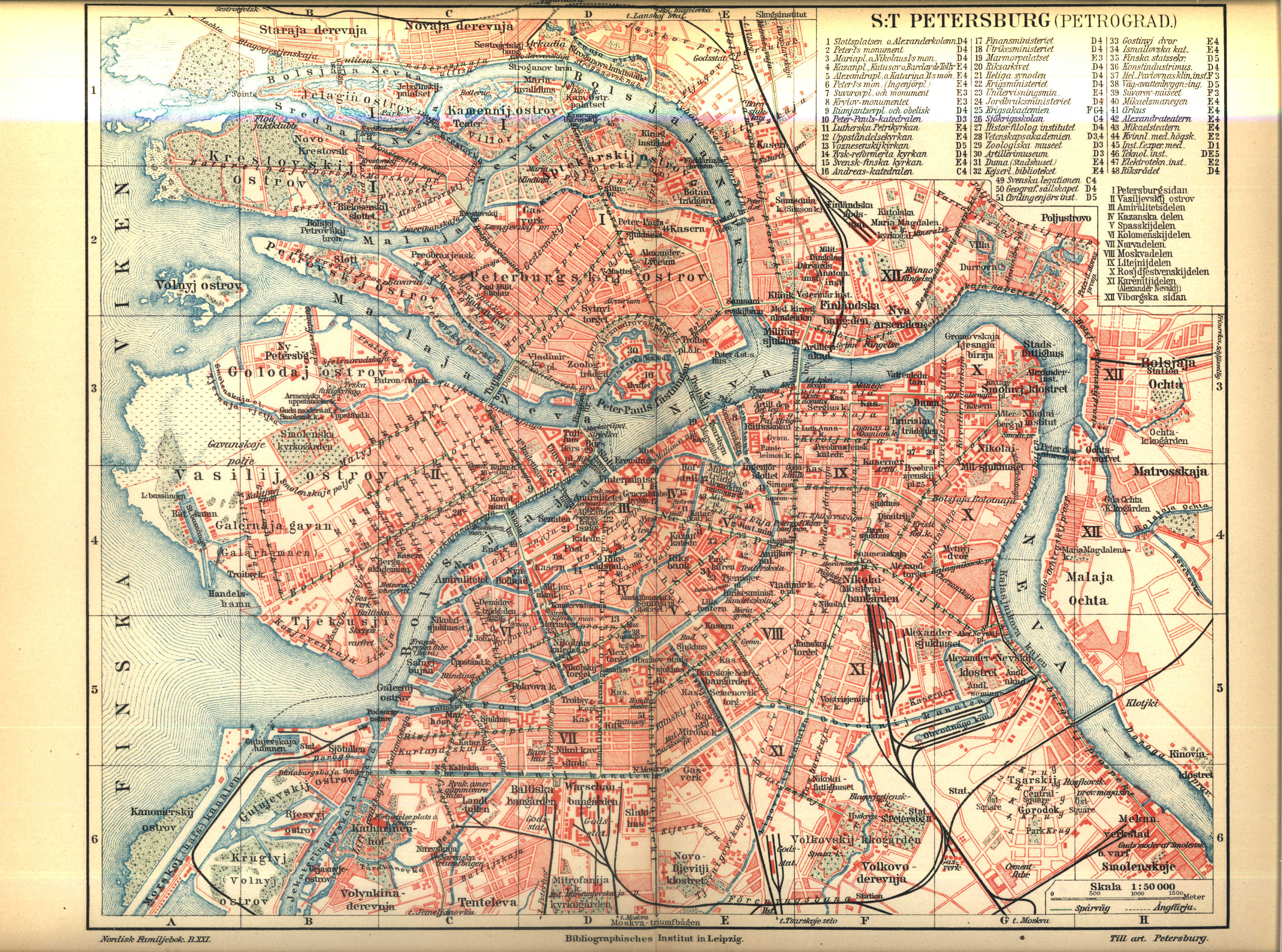
La capitale Saint-Pétersbourg, foyer des révolutions de 1905 et 1917.

Après la scolarisation menée quelques années auparavant, une partie des ouvriers a été conquise par les idées marxistes et autres idéologies révolutionnaires. Toutefois, le pouvoir tsariste fit preuve d’immobilisme. Aux XIXe et XXe siècles, des mouvements organisés par des membres de toutes les classes de la population (étudiants ou ouvriers, paysans ou nobles) tentèrent de renverser le gouvernement – sans succès, certains se tournant vers le terrorisme et les attentats politiques. Les mouvements révolutionnaires étaient soumis à une dure répression, menée par la puissante Okhrana, la police politique tsariste. De nombreux révolutionnaires étaient emprisonnés ou déportés, d’autres réussissaient à fuir et à rejoindre les rangs des exilés. De ce point de vue, la révolution de 1917 n’est que l’aboutissement d’une longue succession de petites révoltes. Les réformes nécessaires, que ni les révoltes paysannes, ni les attentats politiques, ni l’activité parlementaire de la Douma, n’avaient réussi à imposer viendront finalement d’une révolution impulsée par le prolétariat.
Dès 1905, une première révolution éclate après la défaite de la Russie lors de la guerre russo-japonaise. La répression sanglante d’une manifestation le 22 janvier 1905, lorsqu'une partie de la population vint porter une supplique à Nicolas II à Saint-Pétersbourg marque le « Dimanche rouge », du 22 janvier 1905, au cours duquel plusieurs centaines de personnes ont péri. Elle constitua une tentative du peuple russe de se libérer de son tsar, et fut marquée par des soulèvements et des grèves de la part des ouvriers et des paysans qui formèrent à cette occasion leurs premiers organes de pouvoirs indépendants de la tutelle de l’État, les Soviets. À la suite de la révolution qui a suivi, Nicolas II, pour rétablir l’ordre dans son empire, dut accepter les revendications des ouvriers, des paysans, des étudiants et des bourgeois, c’est-à-dire l'instauration d'une constitution, d'une Douma (assemblée) et de libertés civiles. Pour cela, l'empereur créa le 17 octobre 1905 deux assemblées : le Conseil des ministres, présidé par Serge Witte et la Douma, où, en théorie, toutes les classes sociales devaient être représentées. Le 27 avril 1906, Nicolas II accorde finalement une Loi fondamentale de l'État. Cette Loi fondamentale transformait l’Empire russe en une monarchie constitutionnelle, où l'autocratie cohabitait avec un Parlement, la Douma. Mais les électeurs étant principalement des aristocrates, les ouvriers et les paysans ne furent pas représentés. Seules certaines parties de la population furent élues et elles étaient favorables à l’autocratie et au tsar. Il y eut encore quelques grèves que le gouvernement enraya, mais le peuple restait mécontent car il n’y avait presque aucun changement. En clair, il était très disposé à se soulever à nouveau contre le tsar.

## Une société ébranlée par la guerre
Les défaites successives de la Russie lors de la Première Guerre mondiale sont l’une des causes de la révolution de Février. À l’entrée en guerre, dès août 1914, tous les partis sont pour cette participation, à l’exception du parti social-démocrate (POSDR), le seul en Europe avec le parti socialiste serbe à refuser le vote des crédits de guerre, mais qui prévient toutefois qu’il ne cherchera pas à saboter l’effort de guerre. Dès le début du conflit sur le Front de l'Est, après quelques succès initiaux, l’armée connaît de lourdes défaites (en Prusse-Orientale notamment) ; les usines s’avèrent insuffisamment productives, le réseau ferroviaire imparfait, le ravitaillement en armes et denrées de l’armée, boiteux. Au sein de la troupe, les pertes battent tous les records (1 700 000 morts et 5 950 000 blessés) et des mutineries éclatent, le moral des soldats se trouvant au plus bas. Ceux-ci supportent de moins en moins l’incapacité de leurs officiers (on a ainsi vu des unités monter au combat avec des balles ne correspondant pas au calibre de leur fusil), les brimades et les punitions corporelles en usage dans l’armée[réf. incomplète].

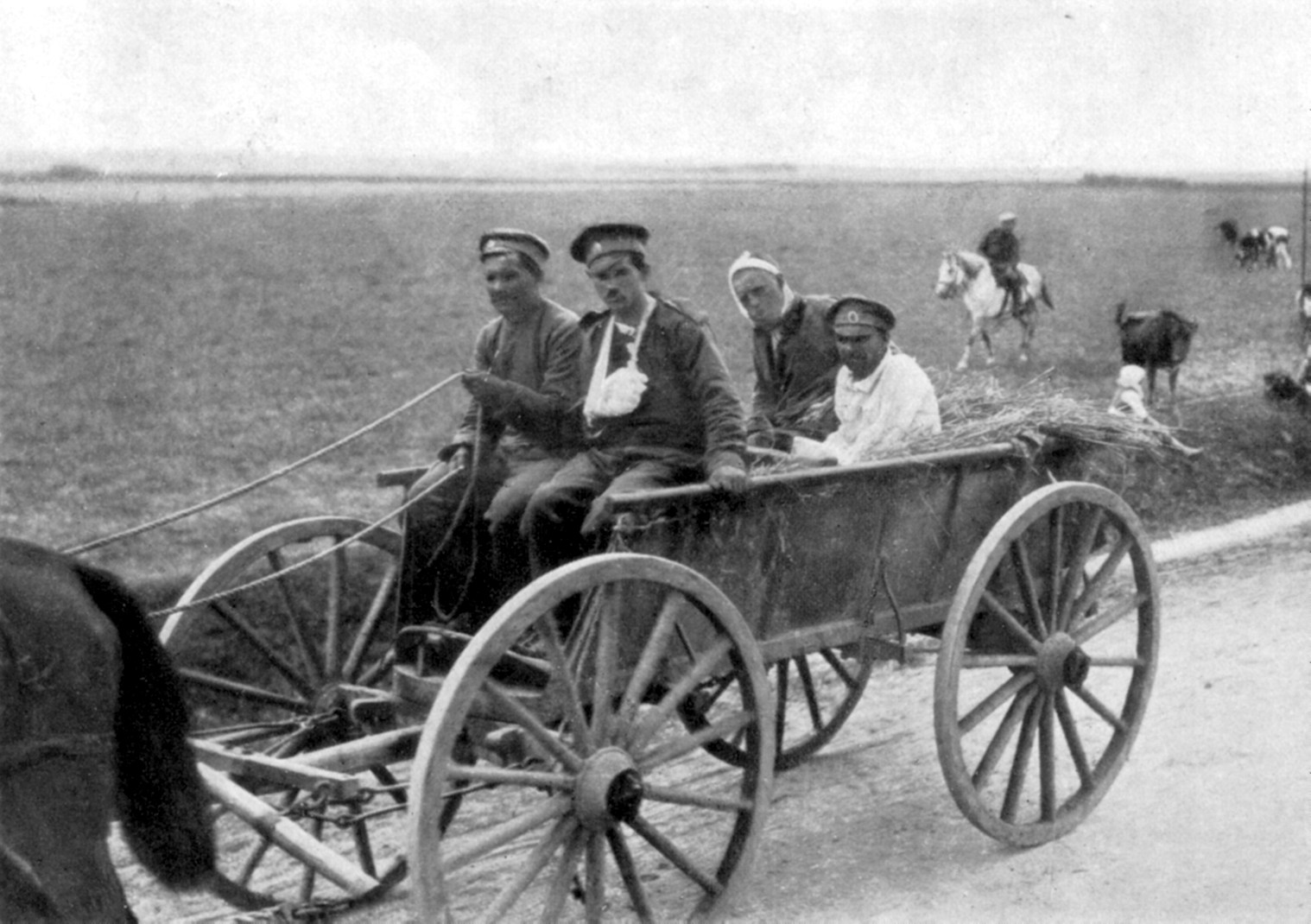
Soldats russes blessés au cours de la Première Guerre mondiale

La famine gronde et les marchandises se font rares. L’économie russe, qui connaissait avant la guerre le taux de croissance le plus élevé d’Europe, est coupée du marché européen. La chambre basse du Parlement russe (la Douma), constituée de partis libéraux et progressistes, met en garde le tsar Nicolas II contre ces menaces pour la stabilité, tant de la Russie que du régime, et lui conseille de former un nouveau gouvernement constitutionnel. Mais le tsar ignore l’avis de la Douma. Isolé dans un train spécial au front, il a perdu de fait tout contact avec la réalité du pays et avec sa direction. L’impopularité de son épouse, d’origine allemande, aggrave le discrédit du régime, ce que confirme en décembre 1916 l’assassinat du conseiller occulte de l’impératrice, Raspoutine, par un jeune noble[réf. nécessaire].
Dès 1915-1916, une prolifération de comités divers prennent en main tout ce qu’un État déficient n’assume plus (ravitaillement, soins, échanges). Avec les coopératives ou les syndicats, ces comités deviennent des pouvoirs parallèles. Le régime ne contrôle déjà plus le « pays réel ».

## Révolution de Février 1917

### L'insurrection de Petrograd
Le mois de février 1917 rassemble toutes les caractéristiques pour une révolte populaire : hiver rude, pénurie alimentaire, lassitude face à la guerre… Tout commence lors de grèves spontanées, début février, des ouvriers des usines de la capitale Petrograd (nouveau nom que Saint-Pétersbourg a pris au début du conflit). Le 23 février (8 mars du calendrier moderne), pour la Journée internationale des femmes, des femmes de Petrograd manifestent pour réclamer du pain. Elles passent d’une usine à l’autre. Rejoint par les hommes, le mouvement gagne en ampleur. Le nombre de grévistes monte à 90 000. Il y a des rassemblements, des manifestations, des confrontations avec la police. Leur action est soutenue par la main-d’œuvre industrielle, qui trouve là une raison de prolonger la grève. Ce premier jour, malgré quelques confrontations avec les forces de l’ordre, ne fait aucune victime.[réf. nécessaire]
Les jours suivants, les grèves se généralisent dans tout Petrograd et la tension monte. Les slogans, jusque-là plutôt discrets, se politisent : « À bas la guerre ! », « À bas l’autocratie ! ». Cette fois, les affrontements avec la police font des victimes des deux côtés. Les manifestants s’arment en pillant les postes de police. Après trois jours de manifestations, le Tsar mobilise les troupes de la garnison de la ville pour mater la rébellion. Les soldats résistent aux premières tentatives de fraternisation et tuent de nombreux manifestants. Toutefois, la nuit, une partie de la troupe rejoint progressivement le camp des insurgés, qui peuvent ainsi s’armer plus convenablement. Entre-temps, le tsar, désemparé, n’ayant plus les moyens de gouverner, dissout la Douma et nomme un comité provisoire.[réf. nécessaire]
Tous les régiments de la garnison de Petrograd se joignent aux révoltés. C’est le triomphe de la révolution. Sous la pression de l’état-major, le tsar Nicolas II abdique le 2 mars 1917 (15 mars dans le calendrier grégorien). « Il se démit de l’empire comme un commandant d’un escadron de cavalerie ». Son frère, le grand-duc Mikhaïl Alexandrovitch Romanov, refuse presque aussitôt la couronne. C’est de fait la fin du tsarisme, et les premières élections au soviet des ouvriers de Petrograd.[réf. nécessaire]
Ce premier épisode de la révolution russe fait un peu plus d’une centaine de tués, en majorité parmi les manifestants. Mais la chute rapide et inattendue du régime, à un coût plutôt limité, suscite dans le pays une vague d’enthousiasme et de libéralisation.[pas clair][réf. nécessaire]

### «Le pays le plus libre du monde»
La période suivant l’abdication du tsar est à la fois confuse et enthousiaste. Les gouvernements provisoires se succèdent rapidement au fur et à mesure que la révolution gagne en profondeur et que la masse des ouvriers et paysans se politise. Les soviets, émanations des volontés populaires, n’osent pas dans un premier temps contredire le gouvernement provisoire malgré son immobilisme et sa poursuite de la guerre.
La chute de la monarchie est ressentie comme une libération sans précédent. Elle ouvre en Russie une période d’allégresse populaire et de fermentation révolutionnaire. Une frénésie de prises de parole gagne toutes les couches de la société. Les meetings sont quotidiens et les orateurs se succèdent sans fin. Défilés et manifestations se multiplient. Des dizaines de milliers de lettres, d’adresses, de pétitions sont envoyées chaque semaine de tous les points du territoire pour faire connaître les soutiens, les doléances ou les revendications du peuple. Elles sont en particulier adressées au nouveau gouvernement provisoire et au soviet de Petrograd.[réf. nécessaire]
Au-delà des attentes immédiates, ce qui domine est le rejet de toutes les formes d’autorité ; ce qui a permis à Lénine de parler de la Russie de ces premiers mois comme du « pays le plus libre du monde ».
Selon Marc Ferro,

« À Moscou, des travailleurs obligeaient leur patron à apprendre les fondements du futur droit ouvrier ; à Odessa, les étudiants dictaient à leur professeur le nouveau programme d’histoire des civilisations ; à Petrograd les acteurs se substituaient au directeur du théâtre et choisissaient le prochain spectacle ; aux armées, des soldats invitaient l’aumônier à assister à leurs réunions pour qu’il donne un sens à sa vie. Il n’est jusqu’aux enfants qui n’aient revendiqué pour les moins de 14 ans le droit d’apprendre la boxe pour pouvoir se faire entendre des grands. C’était le monde à l’envers. »

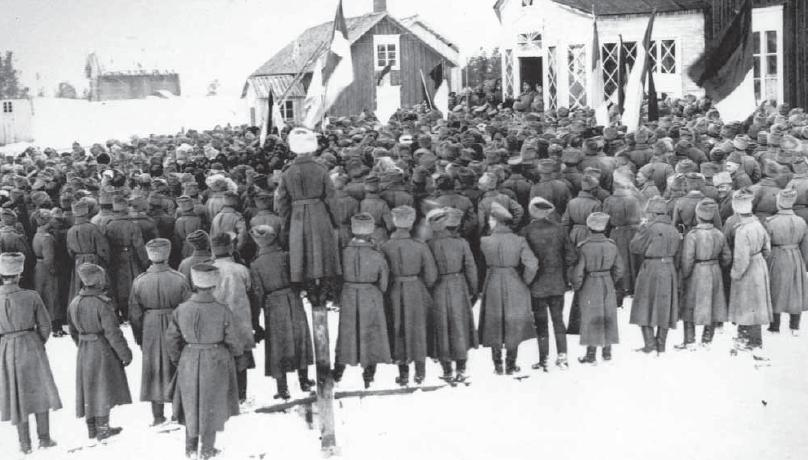
Un meeting de soldats en Finlande, mars 1917.

Ces premières semaines emplies d’espérance et de générosité sont très peu violentes, dans les villes comme dans les campagnes. Il n'y a pas de représailles, officielles ou spontanées, exercées contre les anciens serviteurs du tsar, ce dernier étant simplement assigné à résidence : beaucoup peuvent librement se retirer ou partir à l’étranger. Le gouvernement provisoire abolit la peine de mort, ouvre largement les prisons, permet le retour des exilés de toutes opinions (dont Lénine), et proclame les libertés fondamentales de presse, de réunion, de conscience — déjà acquises dans les faits depuis février. Le droit de vote est accordé aux femmes. L’antisémitisme d’État disparaît. L’Église orthodoxe, sous tutelle depuis Pierre le Grand, peut réunir librement un concile qui, à l’été 1917, restaure le patriarcat. Dans l’armée, le prikaze no 1 (ordre du jour) émis par le soviet de Petrograd interdit les brimades humiliantes des officiers et instaure pour les soldats les droits de réunion, de pétition et de presse.
Enfin, la manifestation la plus franche de l’émancipation de la société civile est la création spontanée de soviets (conseils) d’ouvriers, de paysans, de soldats ou de marins, qui couvrent en quelques semaines la quasi-totalité du pays. Ces assemblées élues, déjà expérimentées en 1905, pallient la faiblesse des organisations habituelles en Occident (partis, syndicats), due à la longue répression tsariste. Ce sont des organes de démocratie directe, qui entendent exercer un pouvoir autonome et, face au gouvernement provisoire comme à la possibilité d’une contre-révolution, veiller à la préservation et à l’extension des conquêtes de la révolution de Février.[réf. nécessaire]

### Gouvernement provisoire et soviets

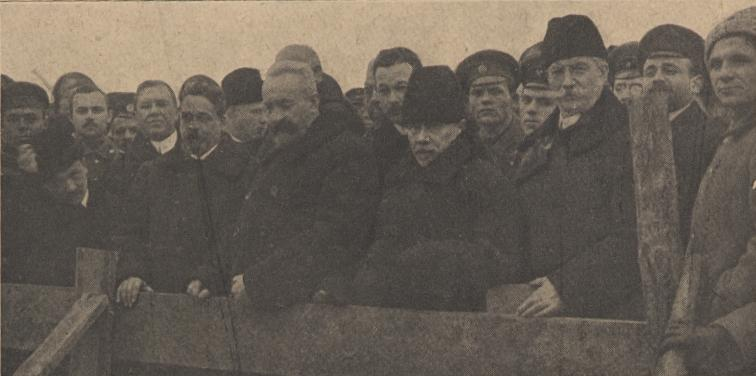
Les membres du gouvernement provisoire.

Un gouvernement provisoire élu par la Douma, dirigé par Michel Vlaimirovitch Rodzianko, ancien officier du Tsar, monarchiste et riche propriétaire terrien, s’installe. Mais dès le 15 mars, Rodzianko, jugé trop proche du régime précédent, est écarté. Il est remplacé par le prince Lvov, un libéral progressiste.[réf. nécessaire]
Ainsi, même s’il est issu d’une révolution des ouvriers et soldats, le gouvernement provisoire est dirigé par des hommes politiques libéraux, principalement issus du parti KD, parti constitutionnel démocratique, en abrégé « K.D. », parti de la bourgeoisie libérale. Mais en réalité, ce gouvernement doit composer avec une pléthore de soviets, qui se sont formés dès le début mars dans les principales villes du pays, et surgissent dans les campagnes en avril et mai à l’annonce de la révolution dans la capitale. Les notables, notamment les Koulaks qui dirigeaient au nom du tsar sont destitués. Le soviet est donc à la fois un club dans lequel les ouvriers se rendent pour discuter de la situation, et un organe de gouvernement.[réf. nécessaire]
Le programme du Soviet de Petrograd est la paix immédiate, la terre aux paysans, la journée de 8 heures et une république démocratique. Ce programme est inapplicable aux yeux du gouvernement de bourgeoisie libérale qui a pris le pouvoir à la suite de la révolution, et ne veut ni rompre avec ses alliés, ni toucher à la propriété des terres de la noblesse féodale, ni accorder la journée de 8 heures.[réf. nécessaire]
En revanche, ce gouvernement estime, tout comme une partie des dirigeants de soviets et de partis révolutionnaires, que seule la future Constituante élue au suffrage universel aura le droit de décider de la redistribution des terres et du régime social. Comble d'ironie de l'impuissance, le gouvernement et les soviets n'arrivent ni à coopérer, ni même à s'accorder sur une stratégie commune. Tous retardent sans fin l'organisation d'élections: l’appui des soviets n'est jamais acquis, car s'ils ont la confiance de la grande masse des travailleurs, c'est parce qu'ils débattent avant de décider, le gouvernement continue la Guerre pour ne pas trahir les alliés de la Russie, de surcroit, les millions d’électeurs sont tout simplement absents car mobilisés sur le front. Tous s'abstiennent, les réformes attendues sont sans cesse reportées sine die, au point que le gouvernement s’abstient même de proclamer officiellement la République avant septembre. Il prend donc d’emblée le risque de décevoir dangereusement la population.[réf. nécessaire]
Les soviets sont alors dominés par des partis socialistes, mencheviks et socialistes-révolutionnaires (SR). Les bolcheviks, malgré leur nom, sont minoritaires. Dans l’immédiat, ces soviets, dont celui de Petrograd, affichent une ligne modérée de soutien au gouvernement provisoire, et ne mettent pas en avant les revendications les plus radicales - ce qui oblige à nuancer la notion habituelle de « dualité des pouvoirs ». La jonction entre le gouvernement et le soviet de Petrograd est assumée par son vice-président, le SR républicain Alexandre Kerenski, qui est par ailleurs ministre de la Justice puis de la Guerre.[réf. nécessaire]

### La révolution n'est pas finie
Presque tous les révolutionnaires, surtout ceux formés à l’école du marxisme, estiment en effet que la révolution prolétarienne est prématurée dans un pays aussi rural et économiquement arriéré. À leurs yeux, la Russie n’est mûre que pour une révolution bourgeoise, le prolétariat étant inexpérimenté et trop faible numériquement. La révolution doit dans un premier temps se cantonner aux tâches que l’analyse marxiste assignait à la révolution bourgeoise, celles accomplies par la Révolution française de 1789 : la fin du féodalisme et la réforme agraire. Dans cette optique, les soviets sont conçus comme des « forteresses prolétariennes » implantées au cœur de la « révolution bourgeoise » pour veiller à la réalisation des revendications populaires, préparer ultérieurement le passage au socialisme, et prévenir en attendant aussi bien une contre-révolution monarchiste qu’une rupture avec la bourgeoisie.[réf. nécessaire]
Mais toute cette théorie ne répond pas à l’urgence économique que les masses éprouvent. Les partis révolutionnaires risquent à terme d’encourir le même discrédit populaire que le gouvernement provisoire. Le petit parti bolchevique, largement financé par l'Allemagne selon l'historien controversé Richard Pipes afin de mener la révolution pour ainsi fermer le front russe, est repris en main par Lénine, revenu de son exil en Suisse et qui lui dicte une radicalisation stratégique. Ce parti jusque-là marginal récupère progressivement le mécontentement général et devient dépositaire des aspirations populaires, tandis que les partis révolutionnaires rivaux se discréditent les uns après les autres et que le péril contre-révolutionnaire se dessine.[réf. nécessaire]

## Des crises à répétition

### Les Journées d’avril
Malgré la volonté populaire d’en finir avec la guerre, l’implication dans la Première Guerre mondiale n’est pas remise en cause. En avril, la publication d’une note secrète du gouvernement à ses alliés, indiquant qu’il ne remettra pas en cause les traités tsaristes et continuera la guerre, provoque la colère des soldats et ouvriers. Des manifestations pour et contre le gouvernement causent les premiers véritables affrontements armés de la révolution, et contraignent à la démission le ministre des Affaires étrangères, l’historien KD Pavel Milioukov. Les socialistes modérés entrent alors au gouvernement, soutenus par la majorité des ouvriers qui pensent qu’ils pourront faire pression pour arrêter la guerre.
Au même moment, peu après son retour en Russie, Lénine fait paraître ses Thèses d'avril. Dans la continuité des thèses exposées dans L’Impérialisme, stade suprême du capitalisme, il considère que le capitalisme est entré dans une « phase de putréfaction » et que les bourgeoisies nationales ne sont plus capables, dans les nouveaux pays industrialisés, d’assumer le rôle révolutionnaire qu’elles ont joué dans le passé. Pour lui, seul le don de « tout le pouvoir aux soviets » et la poursuite de la révolution peuvent arrêter la guerre et assurer les conquêtes de la révolution de Février. Il refuse tout soutien au gouvernement provisoire et prône la confiscation et le partage des terres par les paysans, le contrôle ouvrier sur les usines, le passage immédiat à une république des soviets.
Ces idées étaient jusqu’alors très minoritaires au sein des bolcheviks eux-mêmes, qui s’en étaient tenus à une ligne commune de soutien au gouvernement, la Pravda dirigée par Staline et Molotov s’étant même prononcée publiquement pour la reprise du travail et un retour à la normale. Mais avec l’effondrement économique et la poursuite de la guerre, les idées du parti bolchevique, dirigé par Lénine et que rallie Trotsky à l’été, gagnent de l’influence. Début juin, les bolcheviks sont majoritaires dans le soviet ouvrier de Petrograd.

### Les Journées de juillet

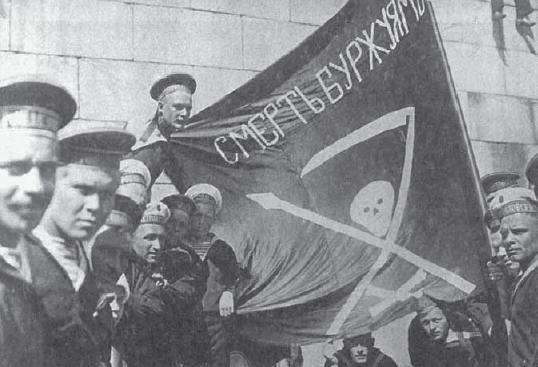
Marins révolutionnaires russes de la flotte impériale durant l’été 1917.

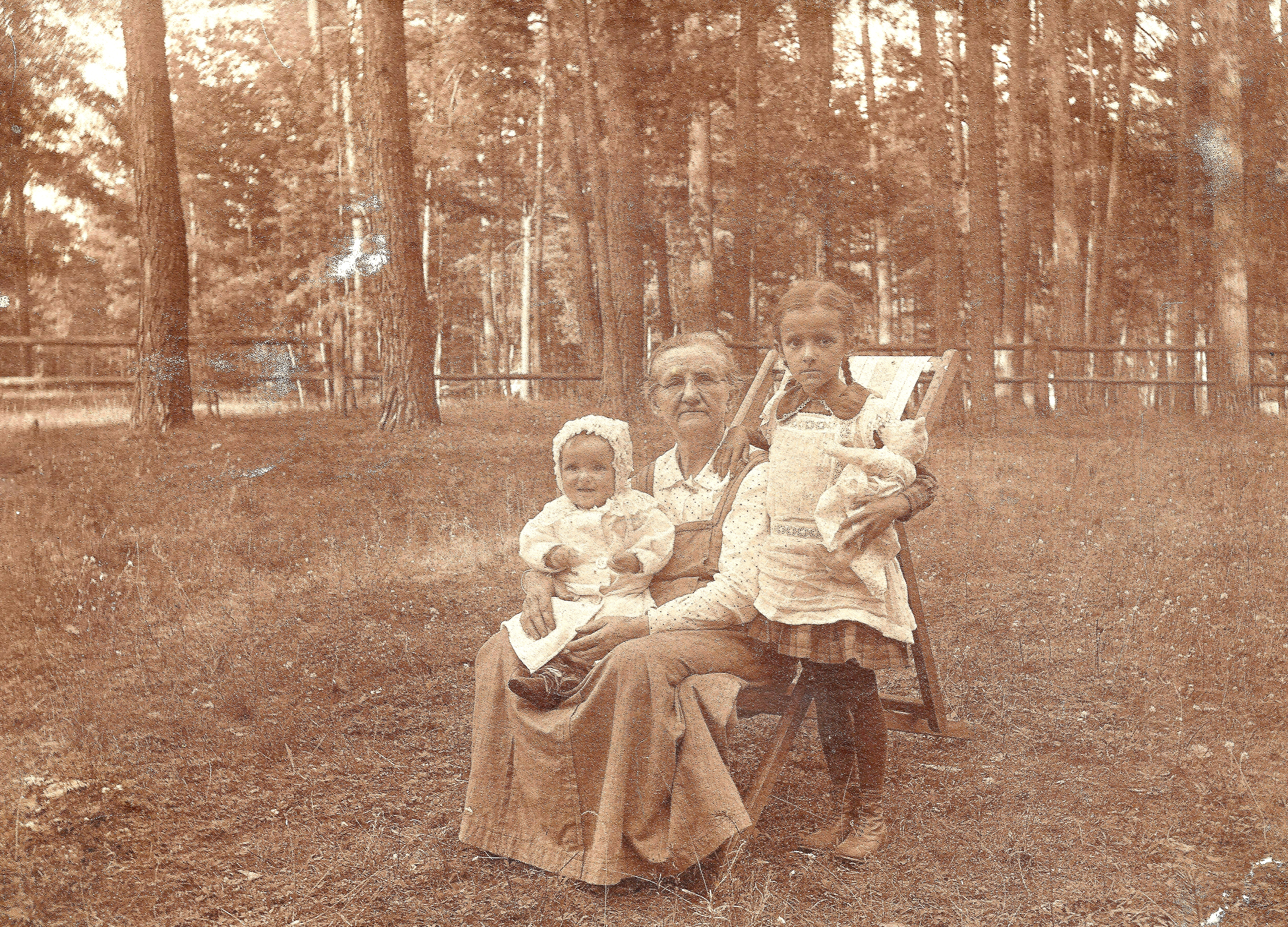
L´été de toutes les inquiétudes dans une datcha près de Moscou, 1917

Dans les premiers mois de 1917, la guerre a moins été rejetée en elle-même que l’incapacité du tsar à la mener efficacement, ainsi que l’inhumanité ou l’incurie des officiers. Le « défaitisme révolutionnaire » prôné par Lénine est très impopulaire jusqu’au sein du parti bolchevique. Beaucoup, et pas seulement dans les élites bourgeoises, escomptent en Russie un sursaut patriotique et jacobin face à l’Allemagne du Kaiser, de même que la chute de la monarchie française en 1792 avait permis la victoire de Valmy et le rejet de l’envahisseur. Alexandre Kerenski, devenu ministre de la Guerre, bon orateur et très populaire, entend incarner ce sursaut à la fois national et révolutionnaire.
De surcroît, les slogans de paix immédiate sont au départ plus fréquents à l’arrière qu’au front, où les soldats considèrent souvent les ouvriers comme des « planqués », et apprécient peu qu’on mette en doute l’utilité des sacrifices qu’ils ont endurés depuis trois ans. De fait, une large majorité des Russes sont favorables à une « paix blanche » sans annexion ni contributions, mais beaucoup sont prêts à laisser sa chance à une ultime offensive militaire.
Or, entre février et juillet, l’impopularité de la guerre et la lassitude ont gagné du terrain, tout comme la propagande pacifiste. La poursuite de la guerre justifie aussi un immobilisme très critiqué, puisqu’il est impossible d’accorder la journée de 8 heures sans affaiblir la production de guerre, ou de convoquer la Constituante tant que des millions de soldats seront au front.

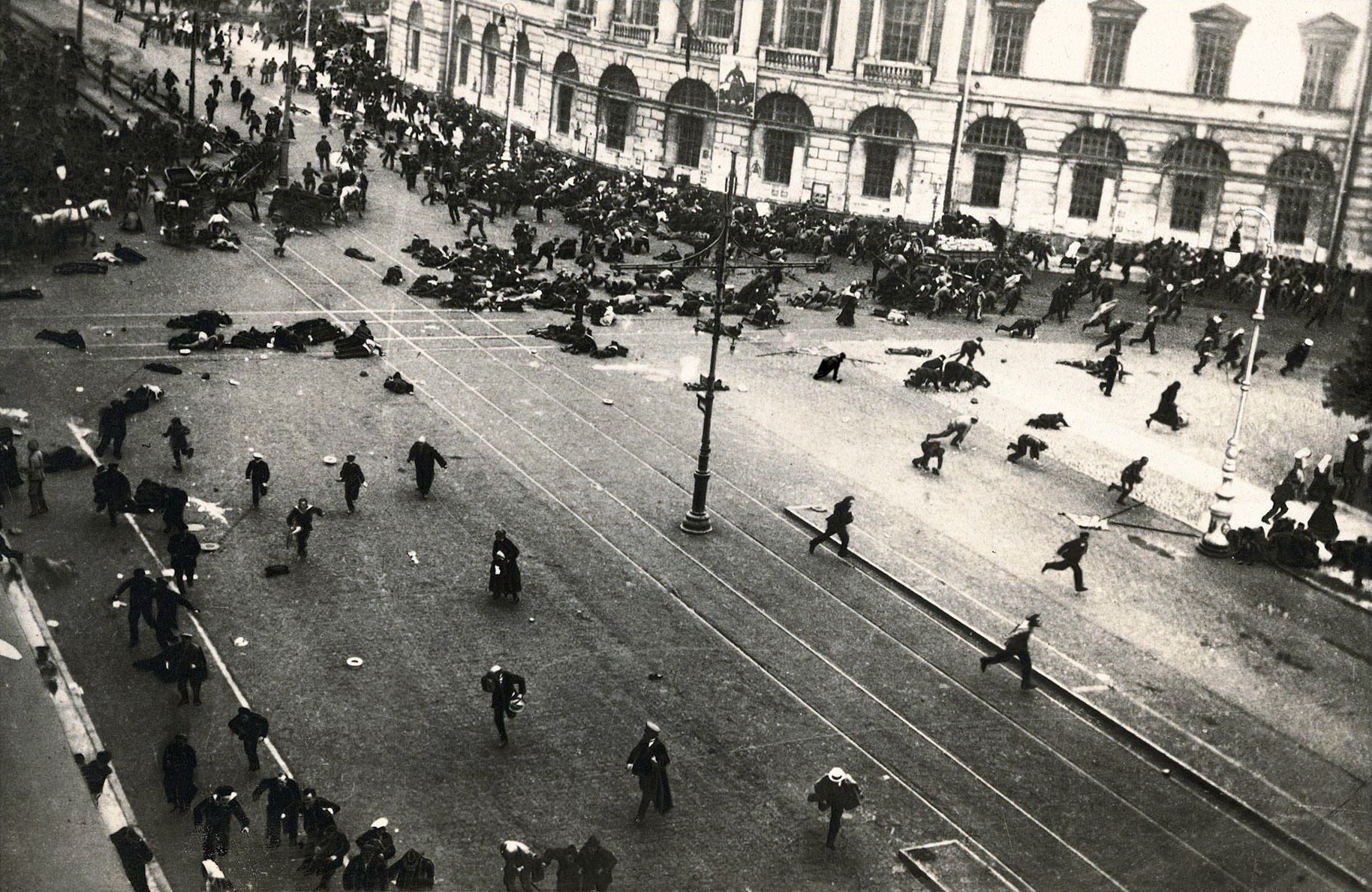
Dispersion de la foule sur la perspective Nevski, pendant les journées de juillet.

L’échec militaire de l’« offensive Kerenski » déclenchée début juillet entraîne une déception générale. Après quelques succès initiaux dus au général Broussilov, le meilleur commandant en chef russe de la Grande Guerre, l’échec est patent et les soldats refusent de monter en première ligne. L’armée entre en décomposition, les désertions se multiplient, les protestations de l’arrière enflent, la popularité de Kerenski se dégrade.
Les 3 et 4 juillet, l’échec de l’offensive connu, les soldats stationnés dans la capitale Petrograd refusent de repartir au front. Rejoints par les ouvriers, ils manifestent pour exiger des dirigeants du soviet de la ville qu’ils prennent le pouvoir. Débordés par la base, les bolcheviks s’opposent à une insurrection prématurée, estimant qu’il est encore trop tôt pour renverser le gouvernement provisoire : les bolcheviks ne sont majoritaires qu’à Petrograd et Moscou, tandis que les partis socialistes modérés conservent une influence importante dans le reste du pays. Ils préfèrent laisser le gouvernement aller au bout de ses possibilités et montrer son incapacité à gérer les problèmes de la révolution : la paix, la journée de 8 heures, la réforme agraire.

### La montée de la réaction
La répression s’abat néanmoins sur les bolcheviks. Trotsky est emprisonné, Lénine est obligé de fuir et se réfugie en Finlande, le journal bolchevique Rabotchi I Soldat (« Ouvrier et Soldat ») est interdit. Les régiments de mitrailleurs qui ont soutenu la révolution sont dissous, envoyés au front par petits détachements, les ouvriers sont désarmés. 90 000 hommes doivent quitter Petrograd, les « agitateurs » sont emprisonnés. La peine de mort abolie en février est rétablie. Au front, la reprise en main est brutale après la liberté laissée par le prikaze no 1 en février. Ainsi le 8 juillet, le général Kornilov, qui commande le front sud-ouest, donne l’ordre d’ouvrir le feu à la mitrailleuse et l’artillerie sur les soldats qui reculeraient. Du 18 juin au 6 juillet, l’offensive sur ce front fait 58 000 morts, sans succès.
Parallèlement la réaction se manifeste, et le tsarisme relève la tête ; des pogroms se produisent en province. Après les journées de juillet, Kerenski a succédé au prince Georgy Lvov, monarchiste modéré, mais il perd de plus en plus la considération des masses populaires, et paraît incapable de contenir la montée de la réaction.

### Le soulèvement de Kornilov
Le général Kornilov est nommé nouveau commandant en chef par Kerenski. Alors que l’armée se disloque, il incarne un retour à la discipline de fer antérieure : il a déjà donné l’ordre en avril de fusiller les déserteurs et d’exposer les cadavres avec des écriteaux sur les routes, et menacé de peines sévères les paysans qui s’en prendraient aux domaines seigneuriaux. Ce général, réputé monarchiste, est en réalité un républicain indifférent au rétablissement du tsar, et un homme issu du peuple (fils de cosaque et non d’aristocrate), ce qui est rare pour l’époque dans la caste militaire. Avant tout nationaliste, il veut le maintien de la Russie dans la guerre, que ce soit sous l’autorité du gouvernement provisoire ou sans lui. Beaucoup plus bonapartiste voire pré-fasciste que monarchiste, il n’en devient pas moins très vite le nouvel espoir des anciennes classes dirigeantes, noblesse et grande bourgeoisie, et de tous ceux qui aspirent à un retour à l’ordre, ou simplement à un châtiment sévère des défaitistes bolcheviques.

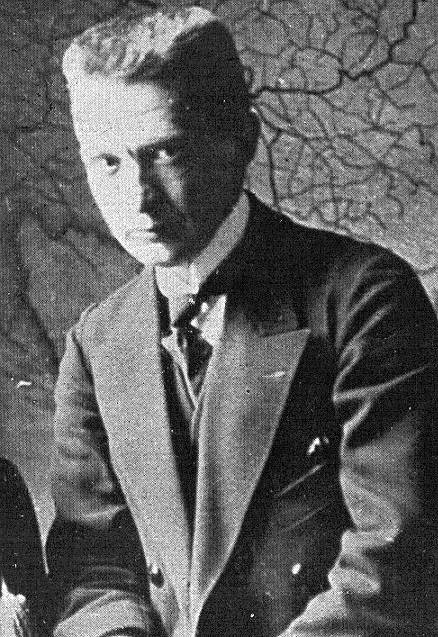
Alexandre Kerenski, chef du gouvernement provisoire

Dans les usines et l’armée, le danger d’une contre-révolution prend corps. Les syndicats, dans lesquels les bolcheviks sont majoritaires (malgré la répression), organisent une grève massivement suivie. La tension monte progressivement, marquée par la radicalisation du discours des partis. Ainsi le 20 août, au comité central du Parti KD (Constitutionnel démocratique), son dirigeant Pavel Milioukov déclare : « Le prétexte en sera-t-il fourni par des émeutes de la faim ou par une action des bolcheviks, en tout cas la vie poussera la société et la population à envisager l’inéluctabilité d’une opération chirurgicale ». L’Union des officiers de l’armée et de la flotte, organisation influente dans les corps supérieurs de l’armée russe et financée par les milieux d’affaires, appelle à l’établissement d’une dictature militaire. Sur le front, le capitaine Mouraviev, membre du parti SR, constitue plusieurs bataillons de la mort et assure que ces « bataillons ne sont pas destinés au front, mais aussi à Petrograd, quand il faudra régler leurs comptes aux bolcheviks ».
Fin août 1917, Kornilov organise un soulèvement armé, et jette 3 régiments de cavalerie par voie de chemin de fer sur Petrograd, dans le but affiché d’écraser dans le sang les soviets et les organisations ouvrières et de remettre la Russie dans la guerre. Face à l’incapacité du gouvernement provisoire à se défendre, les bolcheviks organisent la défense de la capitale. Les ouvriers creusent des tranchées, les cheminots envoient les trains sur des voies de garage, et les troupes finissent par se dissoudre.
Les conséquences du putsch sont importantes : les masses se sont réarmées, les bolcheviks peuvent sortir de leur semi-clandestinité, les prisonniers politiques de juillet, dont Trotski, sont libérés par les marins de Kronstadt. Pour mater le putsch, Kerenski a appelé à l’aide tous les partis révolutionnaires, acceptant la libération et l’armement des bolcheviks eux-mêmes. Il a perdu le soutien de la droite, qui ne lui pardonne pas l’échec du putsch, sans pour autant rallier la gauche, qui le juge trop indulgent dans la répression des complices de Kornilov, encore moins l’extrême-gauche bolchevique, à laquelle Lénine, de sa cachette, a fixé le mot d’ordre : « Aucun soutien à Kerenski, lutte contre Kornilov ».

### L’ébullition populaire, l’explosion paysanne et la montée des bolcheviks

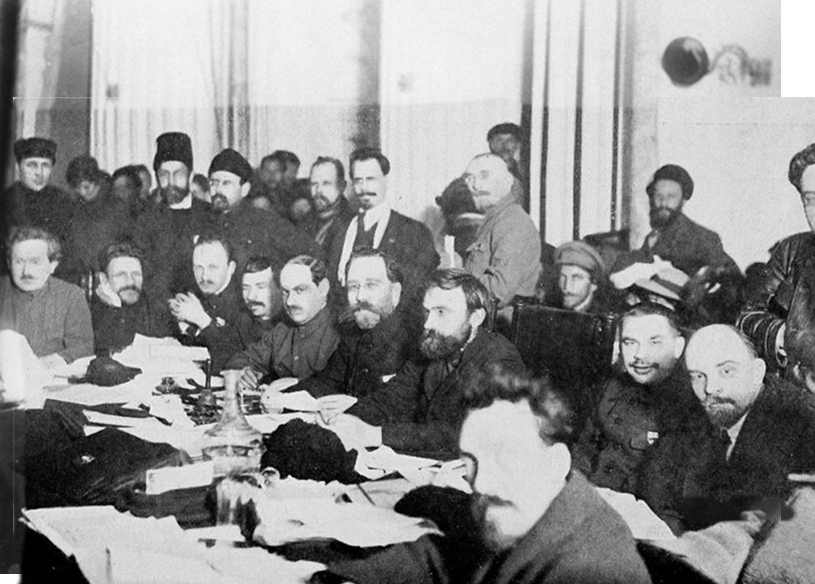
Meeting du parti bolchevik (Lénine est à droite sur la photographie).

De plus en plus d’ouvriers et soldats pensent qu’il ne saurait y avoir de conciliation entre l’ancienne société défendue par Lavr Kornilov et la nouvelle. Le putsch et l’effondrement du gouvernement provisoire, en donnant aux soviets la direction de la résistance, renforce l’autorité et accroît l’audience des bolcheviks. Leur prestige se trouve grandi : aiguillonnées par la contre-révolution, les masses se radicalisent, des soviets, des syndicats se rangent du côté des bolcheviks. Le 31 août, le soviet de Petrograd accorde la majorité aux bolcheviks, et élit Léon Trotski à sa présidence le 30 septembre.
Toutes les élections témoignent de cette montée ; ainsi, aux élections municipales de Moscou, entre juin et septembre, les SR passent de 375 000 suffrages à 54 000, les mencheviks de 76 000 à 16 000, les démocrates constitutionnels (KD) de 109 000 à 101 000, alors que les bolcheviks passent de 75 000 à 198 000 voix. Le mot d’ordre « tout le pouvoir aux soviets » dépasse largement les bolcheviks et est repris par des ouvriers SR ou mencheviks. Le 31 août, le soviet de Petrograd et 126 soviets de province votent une résolution en faveur du pouvoir des soviets.
La révolution se poursuit et s’accélère, surtout dans les campagnes. Pendant cet été 1917, les paysans passent à l’action, et s’emparent des terres des seigneurs, sans plus attendre la réforme agraire promise et constamment retardée par le gouvernement. La paysannerie russe renoue avec sa longue tradition de vastes soulèvements spontanés (le bount), qui avaient déjà marqué le passé national, ainsi lors des grandes révoltes de Stenka Razine au XVIIe siècle ou d'Emelian Pougatchev (1774-1775) au temps de Catherine II. Pas toujours violentes, ces occupations massives des terres sont toutefois souvent le théâtre de déchaînements spontanés où les propriétés des maîtres sont brûlées, eux-mêmes maltraités voire assassinés. Cette immense jacquerie, sans doute la plus importante de l’histoire européenne, est globalement victorieuse, et les terres sont partagées, sans que le gouvernement condamne ou ratifie le mouvement.
Apprenant que le « partage noir » est en train de s’accomplir dans leurs villages, les soldats, largement d’origine paysanne, désertent en masse afin de pouvoir participer à temps à la redistribution des terres. L’action de la propagande pacifiste, le découragement après l’échec de l’ultime offensive de l’été font le reste. Les tranchées se vident peu à peu.
Ainsi les bolcheviks, qu’on qualifiait encore en juillet d'« insignifiante poignée de démagogues », contrôlent la majorité du pays.[réf. nécessaire] Dès juin 1917, à une séance du Ier congrès des soviets, Lénine avait déjà annoncé ouvertement que les bolcheviks étaient prêts à prendre le pouvoir, mais sur le moment ses paroles n’avaient pas été prises au sérieux.

## Révolution d'octobre 1917
En octobre 1917, Lénine et Trotski considèrent que le moment est venu d’en finir avec la situation de double pouvoir. La situation leur est opportune, tant sont grands le discrédit et l'isolement du gouvernement provisoire, déjà réduit à l'impuissance, tout comme l'impatience de leur propre base.

### L’insurrection
Les débats au sein du comité central du Parti bolchevique afin que celui-ci organise une insurrection armée et prenne le pouvoir sont vifs. Certains autour de Kamenev et Zinoviev considèrent qu’il faut encore attendre, car le parti est déjà assuré de la majorité dans les soviets, et se retrouverait à leur avis isolé en Russie comme en Europe s’il prenait le pouvoir seul et non au sein d’une coalition de partis révolutionnaires. Mais Lénine et Trotski l’emportent et après avoir résisté, le Comité approuve et organise l’insurrection, dont Lénine fixe la date pour la veille de l’ouverture du IIe congrès des soviets, qui doit se réunir le 25 octobre.
Un Comité militaire révolutionnaire est créé au sein du soviet de Petrograd et présidé par Trotski. Il est composé d’ouvriers armés, de soldats et de marins. Il s’assure le ralliement ou la neutralité de la garnison de la capitale, et prépare méthodiquement la prise d’assaut des points stratégiques de la ville. La préparation du coup de force se fait presque au vu et au su de tous, les plans livrés par Kamenev et Zinoviev sont même disponibles dans les journaux, et Kerenski lui-même en vient à souhaiter l’affrontement final qui viderait l’abcès.

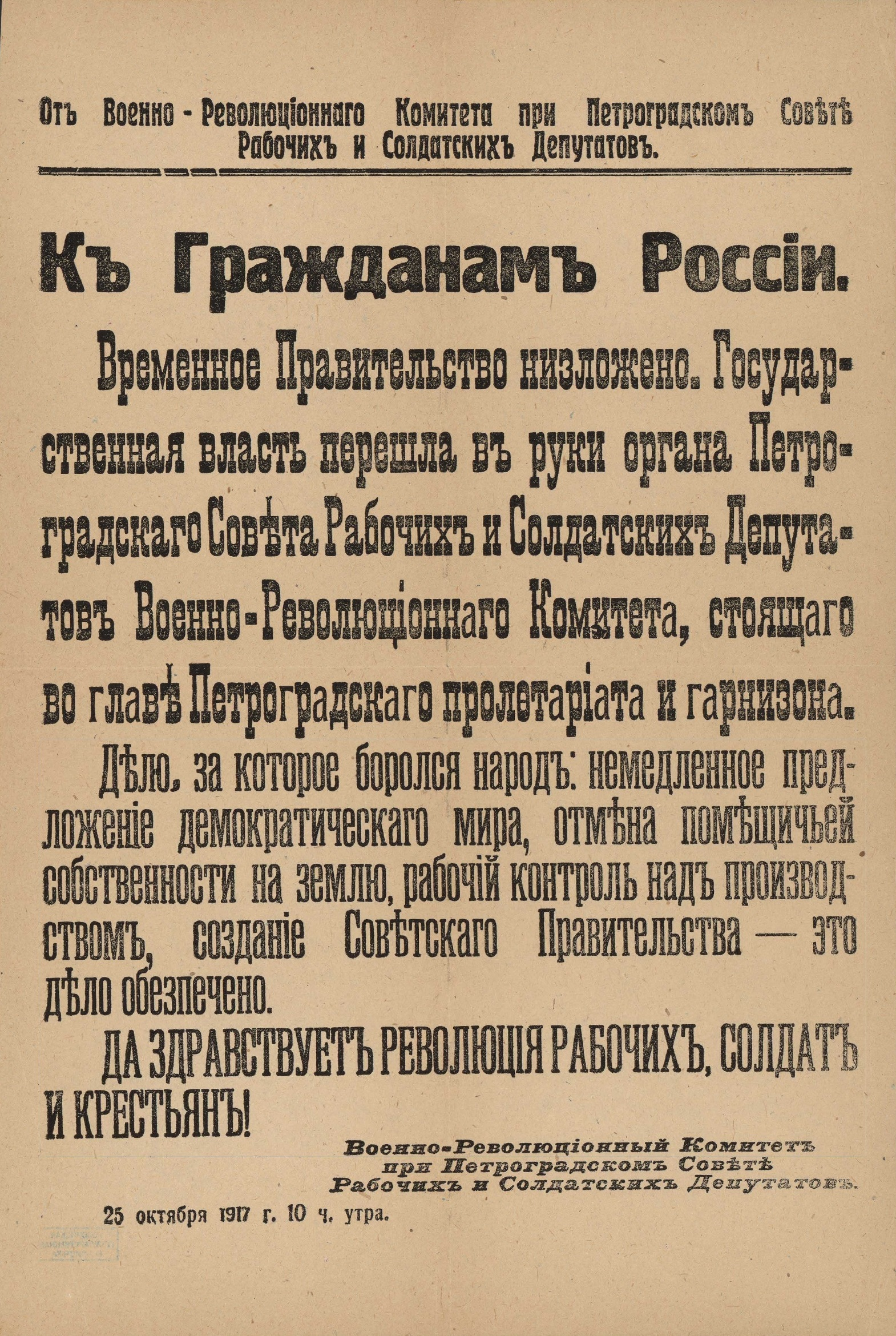
Le Comité militaire révolutionnaire de Petrograd annonce la déposition du gouvernement provisoire.

L’insurrection est lancée dans la nuit du 24 octobre 1917 (6 novembre dans le calendrier grégorien) au 25 octobre 1917 (7 novembre dans le calendrier grégorien). Les événements se déroulent presque sans effusion de sang. Les gardes rouges conduits par les bolcheviks prennent sans résistance le contrôle des ponts, des gares, de la banque centrale, des centrales postale et téléphonique, avant de lancer un assaut final sur le palais d'Hiver. Les films officiels tournés plus tard montrèrent ces évènements sous un angle héroïque, bien que dans la réalité les insurgés n’eurent à faire face qu’à une faible résistance. En effet, parmi les troupes cantonnées dans la capitale, seuls quelques bataillons d’élèves officiers (junkers) soutiennent le gouvernement provisoire, l’immense majorité des régiments se prononçant pour le soulèvement ou se déclarant neutres. On ne dénombre que cinq morts et quelques blessés. Pendant l’insurrection, les tramways continuent à circuler, les théâtres à jouer, les magasins à ouvrir. Un des événements décisifs du XXe siècle a lieu sans que grand monde s’en rende compte.
Si une poignée de partisans a pu se rendre maître de la capitale face à un gouvernement provisoire que plus personne ne soutient, le soulèvement doit maintenant être ratifié par les masses. Le lendemain, 25 octobre, Trotski annonce officiellement la dissolution du gouvernement provisoire lors de l’ouverture du Congrès pan-russe des soviets des députés ouvriers et paysans (562 délégués étaient présents, dont 382 bolcheviks et 70 SR de gauche).
Mais une partie des délégués considéraient que Lénine et les bolcheviks avaient pris le pouvoir illégalement, et une cinquantaine quittèrent la salle. Les démissionnaires, socialistes révolutionnaires de droite et mencheviks, créeront dès le lendemain un « Comité de Salut de la Patrie et de la Révolution ». Ces défections furent accompagnées de cette résolution improvisée de Léon Trotski : « Le 2e congrès doit constater que le départ des mencheviks et des SR est une tentative criminelle et sans espoir de briser la représentativité de cette assemblée au moment où les masses s’efforcent de défendre la révolution contre les attaques de la contre-révolution ». Le jour suivant, les Soviets ratifient la constitution d’un Conseil des commissaires du peuple intégralement constitué de bolcheviks, comme base du nouveau gouvernement, en attendant la convocation d’une assemblée constituante. Lénine se justifiera le lendemain aux représentants de la garnison de Petrograd en affirmant « Ce n’est pas notre faute si les S-R et les mencheviks sont partis. Nous leur avons proposé de partager le pouvoir […]. Nous avons invité tout le monde à participer au gouvernement ».

### Le nouveau gouvernement
Dans les quelques heures qui suivirent, une poignée de décrets allait jeter les bases du nouveau régime. Lorsque Lénine fit sa première apparition publique, il fut ovationné et sa première déclaration fut : « Nous allons maintenant procéder à la construction de l’ordre socialiste ».
Tout d’abord, Lénine annonce l’abolition de la diplomatie secrète et la proposition à tous les pays belligérants d’entamer des pourparlers « en vue d’une paix équitable et démocratique, immédiate, sans annexions et sans indemnités ».
Ensuite, est promulgué le décret sur la terre : « la grande propriété foncière est abolie immédiatement sans aucune indemnité ». Il laisse aux soviets de paysans la liberté d’en faire ce qu’ils désirent, socialisation de la terre ou partage entre les paysans pauvres. Le texte entérine une réalité déjà existante, puisque les paysans se sont déjà emparés des terres pendant l’été 1917. Mais ce faisant, il gagne aux bolcheviks la neutralité bienveillante des campagnes, au moins jusqu’au printemps 1918.
Enfin, un nouveau gouvernement, baptisé « conseil des commissaires du peuple », est nommé. D’autres mesures suivront, comme une nouvelle abolition de la peine de mort (malgré la réticence de Lénine qui la jugeait indispensable), la nationalisation des banques (14 décembre), le contrôle ouvrier sur la production, la création d’une milice ouvrière, la journée de huit heures, la souveraineté et l’égalité de tous les peuples de Russie, leur droit à disposer d’eux-mêmes y compris par la séparation politique et la constitution d’un État national indépendant, la suppression de tout privilège à caractère national ou religieux, la séparation de l'Église orthodoxe et de l'État etc ; plus deux mois plus tard le 26 janvier-8 février 1918, une semaine après la dissolution de l'assemblée constituante, le passage du calendrier julien au calendrier grégorien, pour le 1er-14 février 1918. La réussite d’Octobre acheva dans l’immédiat certaines prémices de la révolution russe nées en février, en prenant en 33 heures des mesures que le gouvernement provisoire n’avait pas pris en 8 mois d’existence.
En 1871, les ouvriers parisiens avaient pris le pouvoir pendant la Commune de Paris. Cette première expérience de « dictature du prolétariat » (comme Friedrich Engels l’a qualifiée) s’était terminée par le massacre de 10 000 à 20 000 communards et des déportations en masse. En prenant le pouvoir à Petrograd, Lénine et Trotski savaient qu’ils ne pourraient tenir sans le renfort de pays industrialisés, l’Allemagne, la France et l’Angleterre ; en attendant, il s’agit pour eux de tenir plus que les 72 jours de la Commune de Paris.

### La nature d’Octobre: révolution, coup d’État, coup d’État et révolution?
Dès les premières heures qui suivent le 7 novembre, et jusqu’à nos jours, nombre d’acteurs et de commentateurs ont considéré la « révolution d'Octobre » comme étant en réalité un simple coup d'État d’une minorité résolue et organisée, qui visait à donner « tout le pouvoir aux bolcheviks » et non aux soviets. L'Humanité, principal quotidien socialiste français, titre ainsi le 9 sur le « coup d’État en Russie » qui vient d’amener Lénine et les « maximalistes » au pouvoir.
L’historien Alessandro Mongili relève d’ailleurs que dans les années suivantes, les bolcheviks eux-mêmes n’hésitent pas à parler entre eux de leur « coup » d’Octobre (perevorot). Dans son autobiographie, Trotski utilise indifféremment les termes « insurrection », « conquête du pouvoir » et « coup d’État ». La communiste allemande Rosa Luxemburg parle elle aussi du « coup d’État d’octobre ».
Marc Ferro considère qu’Octobre est à la fois, techniquement, un putsch, mais qui ne s’explique que dans le contexte d’ébullition révolutionnaire générale dans tout le pays et dans toute la société. Les forces populaires ont apporté un soutien au moins tacite à l’entreprise bolchevique, face à un gouvernement discrédité et déjà impuissant :

« Aux militants révolutionnaires de 1917, Octobre apparut comme un coup d’État contre la démocratie, comme une sorte de putsch accompli par une minorité qui sut prendre le pouvoir et le garder. Jugement excessif puisqu’au IIe Congrès des soviets, réuni en pleine insurrection, il y avait une majorité de bolcheviks, qu’une partie des SR et des mencheviks s’y rallia aux vainqueurs, et que les futurs dirigeants de l’État soviétique, Lénine, Trotski, Kamenev, Zinoviev, étaient élus en tête du Présidium. (…) Le jugement des nouveaux opposants, mencheviks, populistes, anarchistes, est également partial en ce sens que les bolcheviks accomplissaient par priorité après six mois de lutte et de tergiversations ce que les classes populaires demandaient : que les chefs militaires, les propriétaires, les riches, les prêtres et autres « bourgeois » soient définitivement expulsés de l’Histoire. Par contre, il est indéniable qu’en participant à l’insurrection et en aidant les bolcheviks à prendre le pouvoir, les soldats, ouvriers et marins croyaient que le pouvoir passerait aux Soviets. Pas un instant, ils n’imaginaient que les bolcheviks, en leur nom, garderaient ce pouvoir pour eux tout seuls, et pour toujours. »

Évoquant les « paradoxes et malentendus d’Octobre », Nicolas Werth résume ainsi les débats et les thèses opposées, souvent non dénués d’arrière-pensées et de parti-pris idéologiques :

« Pour une première école historique qu’on pourrait qualifier de « libérale », la révolution d’Octobre n’a été qu’un putsch imposé par la violence à une société passive, résultat d’une habile conspiration tramée par une poignée de fanatiques disciplinés et cyniques, dépourvus de toute assise réelle dans le pays. Aujourd’hui, la quasi-totalité des historiens russes, comme les élites cultivées et les dirigeants de la Russie post-communiste a fait sienne la vulgate libérale. Privée de toute épaisseur sociale et historique, la révolution d’Octobre 1917 n’a été qu’un accident qui a détourné de son cours naturel la Russie pré-révolutionnaire, une Russie riche, laborieuse et en bonne voie vers la démocratie (…). Si le coup d’État bolchévique de 1917 n’a été qu’un accident, alors le peuple russe n’a été qu’une victime innocente. Face à cette interprétation, l’historiographie soviétique a tenté de montrer qu’Octobre avait été l’aboutissement logique, prévisible, inévitable, d’un itinéraire libérateur entrepris par les "masses" consciemment ralliées au bolchevisme. (…) Rejetant la vulgate libérale comme la vulgate marxisante, un troisième courant historiographique s’est efforcé de "dés-idéologiser" l’histoire, de comprendre, comme l’écrivit Marc Ferro, que l’insurrection d’Octobre 1917 ait pu être à la fois un mouvement de masse et que seul un petit nombre y ait participé. (…) »

C’est pourquoi, selon cet historien, loin des « simplismes » libéraux ou marxistes,

« la révolution d’Octobre 1917 nous apparaît comme la convergence momentanée de deux mouvements : une prise du pouvoir politique, fruit d’une minutieuse préparation insurrectionnelle, par un parti qui se distingue radicalement, par ses pratiques, son organisation et son idéologie, de tous les autres acteurs de la révolution ; une vaste révolution sociale, multiforme et autonome (…) une immense jacquerie paysanne d’abord, […] l’année 1917 [étant] une étape décisive d’une grande révolution agraire, […] une décomposition en profondeur de l’armée, formée de près de 10 millions de soldats-paysans mobilisés depuis 3 ans dans une guerre dont ils ne comprenaient guère le sens (…), un mouvement revendicatif ouvrier spécifique, (…), un quatrième mouvement enfin (…) à travers l’émancipation rapide des nationalités et des peuples allogènes (…). Chacun de ces mouvements a sa propre temporalité, sa dynamique interne, ses aspirations spécifiques, qui ne sauraient évidemment être réduites ni aux slogans bolcheviques ni à l’action politique de ce parti (…). Durant un bref mais décisif instant - la fin de l’année 1917 - l’action des Bolcheviks, minorité politique agissante dans le vide institutionnel ambiant, va dans le sens des aspirations du plus grand nombre, même si les objectifs à moyen et à long terme sont différents pour les uns et pour les autres. »

Selon sa conclusion, en octobre 1917, « momentanément, coup d’État politique et révolution sociale se télescopent, avant de diverger vers des décennies de dictature ».

## Les débuts du régime bolchevique
En prenant le pouvoir à Petrograd, Lénine et Trotski n’ont nullement l’intention de construire le socialisme dans la seule Russie, sous-développée et arriérée. Mais ils espèrent être la première victoire ouvrière d’une série de révolutions dans les pays industrialisés d’Europe, qui seule permettrait à la révolution de tenir. Ils misent en particulier sur l’Allemagne, première puissance industrielle du continent et foyer du mouvement ouvrier le plus fort et le plus anciennement organisé du monde. Trotski a déclaré au Congrès des soviets qui approuve l’insurrection : « Ou bien la révolution russe soulèvera le tourbillon de la lutte en Occident, ou bien les capitalistes de tous les pays étoufferont notre révolution ».
Mais ce n’est qu’un an plus tard, toutefois, qu’une vague de révolutions éclate en Allemagne (révolution allemande de novembre 1918-1919) ou en Hongrie (où une République des conseils voit le jour pour 133 jours, dirigée par Bela Kun). En Finlande voisine, la révolution a été vaincue dès mars 1918 au prix d’une guerre civile, avec l’aide des Allemands ; la Terreur blanche y fait 35 000 morts. En janvier 1919, la social-démocratie allemande fait appel aux corps francs pour réprimer dans le sang la révolution ouvrière ; les dirigeants spartakistes Karl Liebknecht et Rosa Luxemburg sont assassinés. En 1919-1920, d’autres pays, comme l’Italie, connaissent des grèves insurrectionnelles. Ailleurs, comme en France, au Royaume-Uni ou aux États-Unis, une vague de grèves et de manifestations ne débouche sur aucune tentative révolutionnaire.
La vague révolutionnaire, plus tardive que prévu, a donc fini par reculer, et le pouvoir bolchevique reste aussi isolé qu’à ses premiers jours. Les bolcheviks sont confrontés seuls aux immenses difficultés d’une Russie en explosion, où leur prise solitaire du pouvoir ne fait nullement l’unanimité.

### La situation économique au lendemain de la révolution d’Octobre
La Première Guerre mondiale a saigné la Russie et l’a privée d’une grande part de ses approvisionnements. Dans les campagnes, n’ayant plus de biens de consommation à acheter contre leurs grains, les paysans ont déjà cessé de ravitailler les villes avant même la révolution de Février. Déjà le gouvernement provisoire de Kerenski avait dû procéder à des réquisitions forcées des stocks de nourriture afin de nourrir les villes, où la famine guettait. En arrivant au pouvoir, les bolcheviks tentent de renoncer à ces pratiques impopulaires, mais devant l’aggravation de la situation sanitaire et économique, ils devront y recourir à nouveau.
La production industrielle a été minée par la guerre, les grèves et les fermetures patronales. Avant même l’arrivée au pouvoir des bolcheviks, elle a déjà chuté des trois quarts. La situation économique n’est pas améliorée par l’occupation de la riche Ukraine par les troupes allemandes, ni par l’embargo sur la Russie décrété en 1918 par les principales puissances (États-Unis, Grande-Bretagne, France, Allemagne et Japon), ni par les débuts de la guerre civile.
De surcroît, Lénine et Trotski, fascinés par le dirigisme économique militarisé mis en place par l’état-major prussien en Allemagne, veulent remettre les ouvriers au travail selon des méthodes similaires, afin de pouvoir tenir le choc face à la future contre-révolution. Or beaucoup de travailleurs n’ont nullement envie de renoncer à leurs conquêtes et de revenir aux efforts énormes et à l’autoritarisme exigé par la guerre totale. La coercition à leur encontre devient vite inévitable.
La situation se dégrade donc brutalement, provoquant en quelques mois une quasi-disparition de toute activité économique dans le pays. En janvier 1918, la ration de blé moyenne dans les grandes villes tombe à 3 livres par mois. Des entreprises doivent fermer, les ouvriers ne trouvant plus de quoi se nourrir, des bandes de pillards parcourent les campagnes à la recherche de nourriture, des détachements de déserteurs se heurtent à l’armée.

### Bolcheviks et paysannerie: du malentendu au conflit
L’un des premiers décrets du gouvernement bolchevique a entériné l’abolition déjà effective de la grande propriété foncière et l’initiative laissée aux paysans quant à la répartition ou la socialisation des terres. Ce décret est en rupture avec le programme bolchevique, qui prévoyait la nationalisation des terres.
Pour certains, il s’agit là d’une manœuvre des bolcheviks : ils ont habilement repris depuis plusieurs mois le programme des SR, que ces derniers ont été incapables de mettre en œuvre. Il marque aussi un malentendu entre les bolcheviks et les paysans. Les premiers visent à terme au collectivisme intégral, les seconds à l’extension et à la multiplication de la petite propriété. Mais de ce fait les paysans ne sont que conjoncturellement séduits par le parti de Lénine, qui reste avant tout collectiviste, urbain et ouvriériste.
De leur côté, les bolcheviks se déclarent toujours partisans de la nationalisation, mais reconnaissent n’avoir ni le désir ni les moyens de l’imposer aux paysans. Lénine écrit :

« Nous ne pouvons ignorer la décision de la base populaire, quand bien même nous ne serions pas d’accord avec elle… Nous devons donner aux masses populaires une entière liberté d’action créatrice… En somme, et tout est là, la classe paysanne doit obtenir la ferme assurance que les nobles n’existent plus dans les campagnes, et il faut que les paysans eux-mêmes décident de tout et organisent leur existence. »

En effet, pour les bolcheviks, c’est la réforme agraire qui est à l’ordre du jour et non la construction d’une société socialiste, qu’ils pensent impossible dans un pays aussi pauvre. Conscients donc qu’ils ne pourraient gouverner sans l’appui des masses rurales, l’immense majorité du pays, les bolcheviks convoquent du 10 au 16 novembre un congrès paysan. Malgré une majorité SR hostile aux bolcheviks, ce dernier ratifie le décret sur la terre et apporte son soutien au nouveau gouvernement, consacrant l’union provisoire entre le prolétariat urbain et la paysannerie.
Ainsi, dans les quelques mois très difficiles qui précèdent le traité de Brest-Litovsk, le nouveau pouvoir a réussi à éviter le danger de s’aliéner de surcroît les masses rurales, alors qu’il est déjà confronté à l’hostilité des tsaristes, des libéraux et d’une majeure partie des formations socialistes. Mais il hérite du problème catastrophique du ravitaillement des villes, qui a déjà fait tomber Nicolas II et Kerenski. La nécessité de procéder à des réquisitions de céréales s’il veut survivre porte en elle les germes d’un grave conflit avec la paysannerie. Les soviets organisent donc dès le printemps 1918 des détachements d’ouvriers, chargés de procéder à des réquisitions dans les campagnes. La violence fréquente de leurs méthodes, et celle de la résistance paysanne, entraînent à leur tour une chute notable de la production agricole. Ultérieurement, les Blancs, bien que proclamant le libre-échange, seront eux aussi contraints de recourir aux réquisitions forcées.

### Les premiers combats de la guerre civile (automne 1917)
Si la révolution fut un succès à Petrograd, la tentative de prendre Moscou du 28 octobre au 2 novembre rencontra de violentes résistances. Les bolcheviques occupent le Kremlin mais la direction locale de leur parti hésite et signe une trêve avec les autorités S-R de la ville avant d’évacuer le bâtiment. Les troupes gouvernementales en profitent alors pour abattre à la mitrailleuse 300 gardes rouges et ouvriers désarmés, sous les ordres du maire socialiste-révolutionnaire Roudnev. Il faudra une semaine de combats acharnés avant que les bolcheviks, conduits par le jeune Nicolas Boukharine, ne s’emparent finalement du Kremlin et prennent le contrôle de la ville. Leurs opposants (SR et monarchistes) ont mené une sanglante répression.
Dès le 12 novembre, le nouveau pouvoir fait échec à une tentative de reconquête de Petrograd menée par Kerenski et les Cosaques du général Krasnov. De son côté, le grand Quartier général (la « stavka ») de l’armée russe annonce le 31 octobre sa volonté de marcher sur Petrograd « afin d’y rétablir l’ordre ». Rejoint par les chefs du parti SR, Tchernov et Gots, mais abandonné par ses troupes, l’état-major doit fuir dès le 18 novembre.
Dans les semaines qui suivent, des milliers de junkers et d’officiers dont Kornilov, évadé, rejoignent la région du Don. L’Armée des volontaires y est montée par le général tsariste Alekseïev. Elle réprime dans le sang les soulèvements ouvriers à Rostov-sur-le-Don et Taganrog, les 26 novembre et 2 janvier, mais est forcée de se retirer vers le sud devant la pression des gardes rouges venus en renfort des deux capitales. Apprenant la déroute des Blancs, Lénine croit pouvoir s’exclamer, le 1er avril 1918, que la guerre civile est terminée.
D’autres combats sont menés dans le Kouban, où le pouvoir des soviets s’installe provisoirement à Ekaterinodar. Quant au soulèvement des cosaques de l’Oural, il se conclut par un échec. Sur le front roumain, l’armée se décompose en détachements blancs, qui rejoindront l’armée blanche de Dénikine, et en régiments rouges.

### Le problème de la coalition
Le 2e congrès des soviets avait approuvé la nomination du gouvernement composé uniquement de bolcheviks. Or, pour de nombreux militants bolcheviques, cette solution n’est pas acceptable. Dès le lendemain de l’insurrection, la quasi-totalité des délégués au congrès des soviets votent une résolution du menchevik Julius Martov, soutenue par le bolchevik Anatoli Lounatcharski, demandant que le Conseil des commissaires du peuple soit élargi à des représentants d’autres partis socialistes. Le puissant syndicat des cheminots, le Vikhjel, reprend cette revendication.
Après de vifs débats au sein du parti bolchevique, qui mettent ce dernier au bord de la scission (plusieurs dirigeants démissionnent pour dénoncer le refus d’une coalition par Lénine, dont Zinoviev, Kamenev, Rykov et Noguine), Lénine, mis en minorité, est contraint de transiger : il refuse la poursuite des négociations en vue d’une coalition unissant tous les socialistes, mais accepte qu’elles se poursuivent avec les seuls SR de gauche. Certains SR de gauche entrent ainsi au gouvernement en décembre 1917.

### Les premiers jours d’un nouvel État
Les avis sur les premiers jours suivant le changement de pouvoir d’Octobre sont partagés.
Pour certains, il s’agit dès le début d’une dictature. Maxime Gorki écrit le 7 décembre 1917 : « Les bolcheviks ont placé le Congrès des soviets devant le fait accompli de la prise du pouvoir par eux-mêmes, non par les soviets. […] Il s’agit d’une république oligarchique, la république de quelques commissaires du peuple ».
Dès le lendemain du 7 novembre, sept journaux de la capitale sont interdits. Il s'agit selon Victor Serge de sept journaux prônant ouvertement la résistance armée au « coup de force des agents du Kaiser ». Mais les partis socialistes conservent leur presse. Vie Nouvelle (Novaïa Jizn) de Maxime Gorki paraîtra jusqu'au 16 juillet 1918, date à laquelle Lénine l'interdira. Selon Victor Serge, la presse légale menchevique ne disparaît qu’en 1919, celle des anarchistes hostiles au régime en 1921, celle des SR de gauche dès juillet 1918 du fait de leur révolte contre les bolcheviks.
Mais les bolcheviks s’étaient, avant qu’ils prennent le pouvoir, prononcés pour la liberté de la presse, y compris Lénine, et cette volte-face n’est pas acceptée par de nombreux bolcheviks. Marc Ferro considère que « contrairement à la légende, la suppression de la presse bourgeoise ou des feuilles SR n'émane ni de Lénine ni des sphères dirigeantes du parti bolcheviks » mais « du public, en l'occurrence des milieux populaires insurgés ».
Alors qu'à peu près tous les fonctionnaires de Petrograd se sont mis en grève pour protester contre le coup de force, des listes publiques dénoncent ceux qui refusent de servir le nouveau pouvoir. Le 10 décembre, les dirigeants du parti KD, qui ont pris la tête de la résistance armée au gouvernement bolchevique, sont déclarés en état d'arrestation.
D'autres estiment que c’est surtout la clémence qui marque les premiers temps du régime soviétique. Les ministres du gouvernement provisoire sont arrêtés, et rapidement relâchés. La plupart participeront par la suite à la guerre civile aux côtés des armées blanches. Le général Krasnov, qui s'est soulevé au lendemain de l'insurrection d'Octobre, est remis en liberté avec d'autres officiers contre leur parole de ne pas reprendre les armes contre le régime soviétique. Ils formeront les cadres de l’armée blanche dans les mois suivants.
Pour Nicolas Werth, le nouveau pouvoir entreprend une reconstruction autoritaire de l'État au détriment des instances de contre-pouvoir nées spontanément de la société civile : comités d'usine, coopératives, syndicats ou soviets sont déjà noyautés, subordonnés ou transformés en coquilles vides. « En quelques semaines (fin octobre-1917 - janvier 1918), le « pouvoir par en-bas », le « pouvoir des soviets » qui s'était développé de février à octobre 1917 (…) se transforme en un pouvoir par en-haut, à l'issue de procédures de dessaisissement bureaucratiques ou autoritaires. Le pouvoir passe de la société à l'État, et dans l'État au parti bolchevik ».

### La paix de Brest-Litovsk
En prenant le pouvoir en Russie, les bolcheviks avaient l'espoir d'un soulèvement révolutionnaire en Europe. Celui-ci ne se produisant pas, la paix promise en octobre devient une nécessité absolue pour satisfaire l'armée et la paysannerie. Il s'agit à la fois de signer la paix, de se servir des négociations pour montrer la politique d'expansion territoriale des gouvernements bourgeois, mais sans paraître prendre parti pour les Empires centraux.
Un armistice est signé le 15 décembre et des pourparlers de paix commencent le 22 décembre, la délégation russe étant conduite par Trotski. Les exigences allemandes sont énormes : la Pologne, la Lituanie, et la Biélorussie doivent rester sous occupation allemande. Un débat fait rage entre les bolcheviks au sein du parti où trois positions s'affrontent. Certains, comme Boukharine défendent la nécessité d'une guerre révolutionnaire, Lénine pense qu'il faut céder le couteau sous la gorge, et Trotski, qui l'emporte par 9 voix contre 7, propose de déclarer la fin de la guerre mais en refusant de signer une paix d'annexion. Pour montrer l'hypocrisie des puissances bourgeoises, Trotski fait publier tous les traités secrets et les plans de partage conclus entre elles, notamment les accords Sykes-Picot qui prévoyaient le partage de l'Empire ottoman.
En réaction, le 18 février, l'armée allemande lance une offensive, l'opération Faustschlag (en allemand : « Coup de poing »), qui avance rapidement dans les pays baltes, la Biélorussie et l'Ukraine, sans que l'armée russe désorganisée puisse y faire obstacle. L'armée allemande n'est plus qu'à 150 km de Petrograd. La position de Lénine pour la signature immédiate de la paix l'emporte alors dans le parti, mais les conditions exigées par les Allemands se sont encore aggravées. Le 3 mars 1918, les bolcheviks signent le traité de Brest-Litovsk qui ampute la Russie de 26 % de sa population, 27 % de sa surface cultivée, 75 % de sa production d'acier et de fer. La situation économique de la jeune république soviétique, déjà ravagée par une guerre meurtrière de quatre ans, semble désespérée.

### La création de la Tchéka

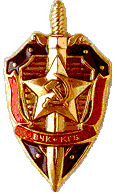
Emblèmes de la Tchéka : l'épée et le bouclier.

Dès le 20 décembre 1917, la « Commission extraordinaire de lutte contre le sabotage et la contre-révolution » (en russe Vétchéka), plus communément appelée Tchéka, est fondée. Son action n'a aucune base légale ni judiciaire (le décret qui la fonde n'est rendu public qu'après la mort de Lénine), et elle est d'abord conçue comme un instrument provisoire de répression, indépendant de la justice. Elle est dirigée par un collège de cinq membres (trois bolcheviks et deux SR) présidé par Félix Dzerjinski. Parmi les « saboteurs » et ennemis prévus par le décret figurent KD, SR de droite, journalistes, grévistes… D'emblée la Tchéka multiplie les appels à la délation et à la constitution de Tchékas locales. Fondée avec 100 fonctionnaires (dont Menjinski, Peters (en), Iagoda), elle en compte 12 000 dès juillet 1918. Lorsqu'elle arrive à Moscou et s'installe à la Loubianka, le 10 mars 1918, elle a sur place 600 membres. En juillet elle en a 2000. Dès cette date, les effectifs policiers des bolcheviks sont supérieurs à ceux de l'Okhrana sous Nicolas II[réf. nécessaire].
Selon Pierre Broué, la Tchéka ne commence vraiment à frapper qu'à partir de mars au moment de l’offensive allemande, et la répression prend surtout son ampleur à l’été 1918 après l’insurrection des SR de gauche de Moscou et une série d’attentats contre les dirigeants bolcheviques dont Moïsseï Ouritsky, assassiné le 30 août, et Lénine lui-même, grièvement blessé par Fanny Kaplan, sommairement exécutée peu après. Déclarant s’inspirer de l’exemple des jacobins de la Révolution française, les dirigeants bolcheviques déclarent opposer à la « terreur blanche » la « terreur rouge ». Selon la Tchéka elle-même, il y a 22 exécutions dans les six premiers mois de 1918, 6 000 pour les six derniers[réf. nécessaire].
Victor Serge estime que la création de la Tchéka, avec ses procédures secrètes, est la plus grave erreur du pouvoir bolchevique. Il note toutefois que la jeune république vivait sous des « périls mortels » et que la terreur blanche a précédé la terreur rouge. Il précise que Dzerjnski redoutait les excès des tchéka locales et que bien des tchékistes furent eux-mêmes fusillés pour cela.
Isaac Steinberg, commissaire du peuple à la Justice (SR de gauche), rapporte dans ses souvenirs qu'alors qu'il tentait début 1918 de freiner les actions illégales de la Tchéka, en s'exclamant devant Lénine : « À quoi bon un Commissariat à la Justice ? Appelons-le commissariat à l’extermination sociale, la cause sera entendue », Lénine répondit : « Excellente idée, c’est comme ça que je vois la chose. Malheureusement, on ne peut l’appeler ainsi ».

### La dissolution de la Constituante
Réclamée par tous les programmes des partis révolutionnaires depuis le XIXe siècle, l'assemblée constituante russe est élue en décembre 1917. Bien qu'ils atteignent 25 % des voix et obtiennent plusieurs succès dans les grandes agglomérations, les bolcheviks sont minoritaires avec 175 élus sur 707 députés. Les campagnes ont préféré voter pour les socialistes-révolutionnaires. Selon le mot de Jacques Baynac, les résultats de l'élection indiquaient que le pays ne voulait majoritairement ni du gouvernement issu de la révolution de Février, ni de celui issu de la révolution d'Octobre. Il n'y aura cependant pas de révolution de janvier ou de juillet 1918, répression et guerre civile aidant.
Le SR Victor Tchernov est élu à la présidence de l'Assemblée, battant la SR de gauche Maria Spiridonova (soutenue par les bolcheviks) par 246 voix contre 151. La dissolution de la Constituante par les gardes rouges suit immédiatement sa première réunion, le 19 janvier 1918. Si la majorité de la population reste indifférente à ce coup de force, une manifestation protestant contre la décision a lieu, et vingt des manifestants sont tués : Maxime Gorki saluera en eux, à leurs obsèques, les martyrs d’une expérience démocratique de quelques heures à peine, attendue pendant cent ans.
Le marxiste Charles Rappoport écrit à l’époque : « Lénine a agi comme le tsar. En chassant la Constituante, Lénine crée un vide horrible autour de lui. Il provoque une terrible guerre civile sans issue et prépare des lendemains terribles ». Il écrit également que « la garde rouge de Lénine-Trotski a fusillé Karl Marx ».
Selon Martin Malia, « cette dispersion de l’Assemblée constituante est souvent présentée comme le crime suprême des bolcheviques contre la démocratie, sur le même pied que le coup de force d’octobre, ce qui est parfaitement vrai. Mais ce qu’on ne fait pas souvent remarquer, c’est que cette assemblée aurait été bien en peine de gouverner face aux désordres de l’époque. Trotski exagérait à peine lorsqu’il disait que l’Assemblée n’était rien d’autre que le fantôme du gouvernement provisoire : elle était dominée par les mêmes partis qui avaient été incapables de maîtriser la situation en février 1917, et, comme eux, elle était privée de tout appui militaire ou administratif. »

### La mise au pas des concurrents révolutionnaires
C’est dès le 9 janvier 1918 que le transfert du gouvernement à Moscou est envisagé, alors que les négociations sont en cours à Brest-Litovsk, et que l'armistice avec l'Allemagne tient toujours. Contrairement à ce qui sera affirmé par la suite, cette translation, effective en mars, n'est donc pas due aux offensives allemandes et blanches mais à une peur que les quartiers ouvriers de Petrograd, toujours affamés et exaspérés, se soulèvent à nouveau, mais cette fois contre le pouvoir né d'Octobre. Il s'agit aussi de démontrer spectaculairement aux opposants de toute sorte que le pouvoir bolchevique peut subsister même hors de son foyer d'origine petrogradois.
Le 27 mars 1918, la Tchéka est chargée des délits de presse. La décision permet d'accentuer considérablement la censure de la presse non-bolchevique.
Les 11-12 avril, une vague de répression anti-anarchiste frappe Moscou : 1 000 hommes des troupes spéciales attaquent leurs domiciles, on compte 520 arrestations, 25 exécutions sommaires. À compter de cette date, les anarchistes sont qualifiés officiellement de « bandits » : un mot qui aura de la postérité. Dzerjinski prévient que cette opération n’est qu’un début.
Un net regain d'audience des SR et des anarchistes inquiète en effet le pouvoir: là où se tiennent encore des élections locales libres, ils en remportent plus de la moitié. En réaction, en mai-juin 1918, 205 journaux socialistes sont fermés et la Tchéka dissout l’arme au poing des dizaines de soviets SR ou mencheviks tout juste élus légalement. C’est le cas à Riazan, Tambov, Orel, Kazan… Le 14 juin 1918, les mencheviks et les SR de gauche sont expulsés du comité exécutif panrusse des soviets, qui ne comprend alors que des Bolcheviques. Le 16 juillet, le journal de Maxime Gorki, La Vie Nouvelle, est interdit par la police politique.
Dans les villes, la situation alimentaire demeure explosive. Les bolcheviks ne peuvent que reprendre les prélèvements obligatoires effectués par des détachements armés de citadins. Ce qui soude les campagnes contre le pouvoir urbain, et aliène au parti les paysans que le décret sur la terre lui avait gagné. 150 révoltes paysannes sont réprimées à travers la Russie pour le seul mois de juillet 1918. Mais les rations s’effondrent toujours. Dans des dizaines de villes, la Tchéka et certains gardes rouges tirent alors sur des marches de la faim, fusillent des grévistes, brisent les meetings populaires.
Le lock-out des usines nationalisées devient même un nouveau moyen de répression des grèves. Le 20 juin 1918, en représailles à l’assassinat du responsable bolchevique V. Volodarski, 800 meneurs ouvriers sont arrêtés à Petrograd en deux jours, leur soviet dissout. Le 2 juillet, les ouvriers répliquent par une grève générale à travers la cité, en vain.
Refusant ces actes mais aussi le traité de Brest-Litovsk qu'ils interprètent comme une capitulation face à l'impérialisme allemand, les SR de gauche rompent à leur tour avec le gouvernement bolchevique (mars 1918). Le 6 juillet 1918, ils tentent de relancer la guerre contre l'Allemagne en assassinant l'ambassadeur du Reich, le comte Wilhelm von Mirbach. Le même jour, ils tentent de prendre d'assaut le siège de la Tchéka à Moscou.

### La montée généralisée des périls
En janvier 1918, Lénine esquisse un pas de danse dans la neige lorsque le gouvernement issu d'Octobre dépasse d'un jour la durée de la Commune de Paris de 1871. Dans les mois qui suivent, les dangers s'accumulent, et la Russie rouge se retrouve cernée de tous côtés, tandis que ses convulsions sociales et politiques internes s'aggravent.
Après le traité de Brest-Litovsk, les pays de l'Entente mettent la Russie sous embargo et débarquent des troupes pour empêcher une victoire allemande totale à l'Est. Les Japonais puis les Américains interviennent ainsi à Vladivostok début avril 1918, les Britanniques à Mourmansk et Arkhangelsk. Au même moment, les Turcs pénètrent dans le Caucase et menacent Bakou, tandis qu'en dépit du traité de Brest-Litovsk, les Allemands tentent de pousser leur avantage : ils aident à l'écrasement de la révolution en Finlande (mars-avril 1918), puis reprennent pendant l'été leur avancée militaire dans les pays baltes et en Ukraine, qu'ils mettent en coupe réglée et confient le pouvoir à un gouvernement monarchiste fantoche et répressif. La sécession en mai des Républiques du Caucase (Géorgie, Arménie et Azerbaïdjan) accentue la confusion.
Parallèlement, en avril-mai, la Légion tchèque, formée d'anciens prisonniers et de déserteurs de l'armée austro-hongroise, refuse sa dissolution, et se révolte contre les Bolcheviks. Maîtres de l'Oural et du transsibérien, ainsi que de tout l'or de la banque impériale de Russie, saisi à Kazan, les Tchèques appuient les SR du comité des ex-constituants qui forment le 8 juin un contre-gouvernement à Samara.
Simultanément, les armées blanches se lèvent en mai à travers le pays, en particulier sur le Don autour des Cosaques de Krasnov allié du général Denikine, et en Sibérie autour de l'amiral Koltchak qui installe une autorité tsariste à Omsk. Dans tous les territoires qu'elle contrôle, la terreur blanche s'abat d'emblée sur les populations paysannes insoumises, les Juifs, les libéraux, et les éléments révolutionnaires les plus divers. Trotski remporte contre elles les premières victoires importantes de la jeune Armée rouge en juillet à Tsaritsyne puis à Kazan début août.
Le pouvoir bolchevik est confronté au même moment aux révoltes paysannes et ouvrières, ainsi qu'à l'insurrection des SR de gauche à Moscou le 7 juillet. Ceux-ci renouent ensuite avec le terrorisme révolutionnaire: après le bolchevik V. Volodarski le 20 juin et l'ambassadeur von Mirbach le 7, c'est le général Von Eichhorn, commandant en chef allemand en Ukraine, qui tombe sous leurs balles le 30 juillet à Kiev. Puis le 30 août, tandis que le chef de la Tcheka de Petrograd Moïsseï Ouritsky est tué, Fanny Kaplan tire à Moscou sur Lénine et le blesse ; elle est sommairement exécutée trois jours après. Les 3 et 5 septembre, exaspérée, la Tcheka met la « terreur rouge » à l'ordre du jour. Des milliers de prisonniers et de suspects sont massacrés à travers la Russie rouge.
La guerre civile opposant les bolcheviks à toutes les autres forces est commencée.

## De la guerre civile à la NEP (1918-1921)
La guerre civile russe n'oppose pas seulement la jeune Armée rouge aux « armées blanches » monarchistes soutenues par les armées étrangères. Sa violence extrême n'est pas due non plus qu'au choc de la « terreur blanche » et de la « terreur rouge ». Elle se double en effet d'une guerre des paysans contre les villes et contre toute autorité extérieure aux villages et aux campagnes. C'est ainsi que des « armées vertes », composées de paysans qui refusent les enrôlements forcés et les réquisitions, se battent tour à tour contre l'Armée rouge et les armées blanches.
- Frontières de 1921
- Zone sous le contrôle bolchevique en novembre 1918
- Avance maximale des armées blanches

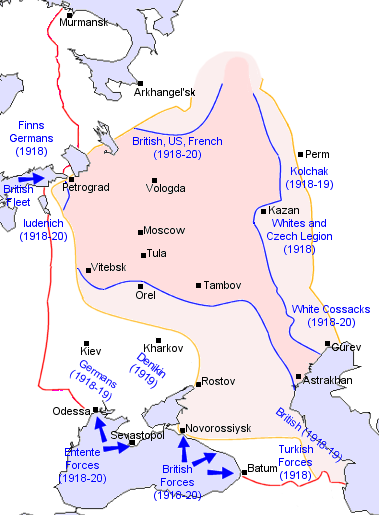

À ces combats se superposent un important conflit de générations (les jeunes paysans revenus des villes ou des armées cherchent à se débarrasser de la tutelle de la famille patriarcale, et se font les agents les plus déterminés de la révolution dans les campagnes), l'action des minorités nationales qui cherchent à s'émanciper de la vieille tutelle russe, l'intervention d'armées étrangères (dont le jeune État polonais lors de la guerre russo-polonaise de 1920), ou encore les tentatives des révolutionnaires anti-bolcheviques. Mais les vues des opposants SR, du comité des ex-Constituants, des mencheviks, ou encore des anarchistes un temps maîtres de l'Ukraine lors de la Makhnovchina, n'ont jamais été en mesure de prévaloir. Par les ralliements, la force ou la répression, les bolcheviks ont imposé leur hégémonie sur la révolution, comme les Blancs sur l'opposition à la révolution.
Très confuse et chaotique, la guerre civile russe se caractérise par la désintégration de l'État et de la société sous l'action de forces centrifuges. Bien des violences sont de ce fait partie de la base et non du sommet. La victoire des bolcheviks signifiera, dans une Russie ruinée et exsangue, la reconstruction d'un État sous l'autorité d'un Parti unique désormais débarrassé de tous ses rivaux et ennemis, et doté du pouvoir absolu. En particulier, un nouvel État policier s'est forgé autour de la Tchéka au cours de la guerre civile et de la « terreur rouge ».
Tout cela au détriment des rêves des révolutions de Février et d'Octobre, qui avaient rejeté toutes les autorités et vu s'affirmer l'autonomie d'une société civile, désormais très durement meurtrie, épuisée et à nouveau soumise au pouvoir.

### Armée rouge contre armées blanches
Dès le 23 février 1918, Trotski a fondé l'Armée rouge. Organisateur énergique et compétent, bon orateur, il sillonne le pays à bord de son train blindé et vole d'un front à l'autre pour rétablir partout la situation militaire, galvaniser les énergies et déployer un énorme effort de propagande à destination des soldats et des masses. Il rétablit la conscription et la discipline de fer à l'encontre des combattants et des déserteurs.
Malgré les réactions négatives de nombreux vieux bolcheviks, Trotski n'hésite pas non plus à recycler par milliers les anciens officiers tsaristes. 14 000 d'entre eux (30 % du total) acceptent de servir le nouveau pouvoir parfois par force (leur famille répondent sur leur tête de leur loyauté, en vertu de la « loi des otages »), mais aussi au nom de la continuité de l'État et du salut du pays menacé d'anarchie et de démembrement. Ils sont flanqués de commissaires politiques bolcheviks qui surveillent leur action.
Les « Rouges » ne contrôlent qu'un territoire grand comme l'ancien grand-duché de Moscovie, et cerné de toutes parts, mais ils ont l'avantage de leur discipline et de leur organisation supérieures, de leur position centrale, de former un bloc cohérent, de disposer des deux capitales, des meilleures routes et voies ferrées. Les Blancs de Koltchak, Ioudenitch, Dénikine ou Piotr Wrangel sont eux divisés et incapables de coordonner leurs offensives. Militaires de carrière, ils n'ont pas de solution politique à offrir aux populations, sinon le statu quo jusqu’à la victoire, la restitution des terres aux anciens propriétaires, le refus de toute concession aux minorités nationales, de ponctuels pogroms antisémites responsables de près de 150 000 morts. Aussi les masses ont-elles finalement laissé gagner les bolcheviks, bien que les heurts violents n'aient pas non plus manqué entre elles et ces derniers.

### Campagnes contre villes: les «armées vertes»
Aussi bien l'Armée rouge que les armées blanches ont été gênées tour à tour dans leurs opérations par l'action des guérillas paysannes. Les « armées vertes » sont composées de paysans qui refusent l'enrôlement dans les deux armées, les réquisitions forcées et la restitution des terres aux anciens propriétaires fonciers voulue par les Blancs.
Les déserteurs des deux armées, extrêmement nombreux, sont un vivier essentiel des armées vertes. En 1919-1920, la désertion concerne ainsi pas moins de 3 des 5 millions de recrues de l'Armée rouge ; entre la moitié et les deux tiers réussissent à échapper aux recherches, à l'arrestation et à la réintégration forcée dans l'armée, rejoignant souvent les combattants verts dans les bois. Les Blancs quant à eux fusillent généralement les déserteurs sans autre forme de procès.
Après la défaite des Blancs fin 1920, la paix ne revient donc vraiment en Russie qu'en 1921-1922, après l'écrasement des grandes révoltes paysannes comme celle conduite par le SR Antonov à Tambov à l'été 1921, la destruction des armées vertes un temps maîtresses d'immenses territoires (en Sibérie orientale, elles contrôlent jusqu'à un million de kilomètres carrés), et le compromis de la NEP (mars 1921) passé entre le régime bolchevique et la paysannerie.

### Minorités nationales contre Russes
La guerre civile coïncide avec l'éclatement de l'ancien empire russe.
Dès la fin 1917, encouragées par le « décret des nationalités », qui prévoit la possibilité de se séparer de la Russie, la Finlande et la Pologne ont proclamé leur indépendance. En Ukraine, la Rada (conseil) de Kiev confie dès 1917 au socialiste et nationaliste Simon Petlioura la constitution d'une armée nationale, et rompt avec Moscou après la révolution d'Octobre. Aux élections de la Constituante, la Géorgie s'est donnée une majorité menchevique qui proclame l'indépendance et constitue un gouvernement internationalement reconnu, y compris par Moscou en 1920 : c'est la République démocratique de Géorgie, dirigée par Noé Jordania. La Lettonie a au contraire voté à 72 % pour les bolcheviks. Les Lettons sont nombreux dans les Gardes rouges qui prennent le Palais d'Hiver, ou encore dans l'Armée rouge et la Tchéka. Pourtant, les pays baltes échappent au régime soviétique au cours de la guerre.

Les dirigeants d'une République montagnarde fondée pendant la guerre civile. La Russie se décompose en dizaines de gouvernements plus ou moins éphémères, tandis que d'innombrables communes paysannes reviennent à l'autarcie.

Nombreux dans tous les partis et mouvements révolutionnaires, les Juifs sont abusivement assimilés aux bolcheviks par la contre-révolution. Les armées blanches et surtout l'armée Petlioura ponctuent leurs avancées de pogroms antisémites systématiques et à grande échelle, d'une violence meurtrière alors sans précédent dans l'histoire européenne. Les victimes s'élèvent à près de 150 000 morts (dont un certain nombre morts lors des combats et non au cours de pogroms), auxquels il faut ajouter de nombreux viols, vols et vandalismes. Quant aux bolcheviks, ils mettent le sionisme et le bundisme hors-la-loi. Sur les 1 236 pogroms antisémites recensés par l’historien Kostyrtchenko 40 % sont à mettre au compte des troupes Petlioura, 25 % à celui des troupes « vertes », 17 % aux armées blanches et 8 % à l’Armée rouge.
Les Blancs refusent toute concession aux minorités et combattent les armées nationales aussi bien que les troupes bolcheviks. En 1920-1922, de son côté, l'Armée rouge envahit l'Asie centrale, l'Arménie, la Géorgie, ou encore la Mongolie, et réintègre de force ces pays dans l'orbite russo-soviétique. La République populaire mongole, satellite de l'URSS, est proclamée en 1924. Les Cosaques, qui ont constitué d'emblée le fer de lance de l'anti-bolchevisme, sont déportés en bloc, leurs privilèges supprimés.
En Ukraine, l'Armée rouge s'est aussi retournée contre ses anciens alliés, les anarchistes de l'armée Makhno : à partir de fin 1920, elle attaque brutalement l'expérience inédite de la makhnovchina. Cet authentique mouvement paysan de masse avait réussi à se doter d'une armée insurrectionnelle capable de tenir tête pendant trois ans à la fois aux Austro-Allemands, aux Blancs de Denikine et Wrangel, à l'armée de la République populaire ukrainienne dirigée par Petlioura et à l'Armée rouge.

### Interventions étrangères et guerre russo-polonaise

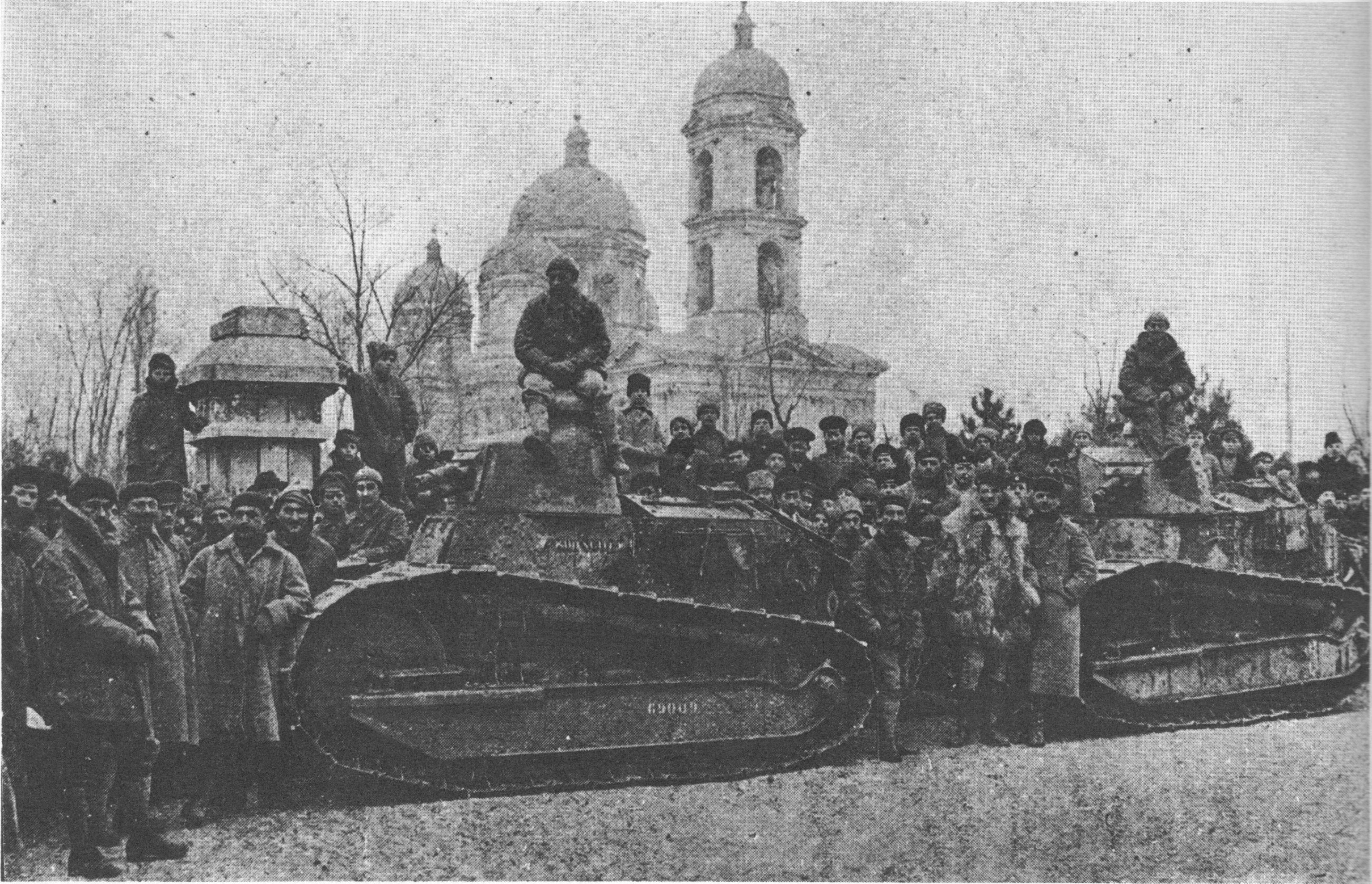
Chars français à Odessa pendant l'intervention alliée de 1918-1919.

Ulcérées du traité de Brest-Litovsk, les armées occidentales et japonaise interviennent d'abord pour empêcher la disparition totale du front oriental (printemps-été 1918). Ce n'est qu'après la défaite de l'Allemagne que leur intervention prend un tour nettement hostile à la révolution et au régime bolchevique, et qu'elle appuie et arme les Blancs par peur de la contagion bolchevique. De 1918 à 1920, la Russie rouge est aussi soumise à un embargo drastique par les puissances occidentales dites « capitalistes ». Cependant, les défaites des Blancs et la sympathie des couches populaires de leur pays à l'égard de la révolution russe obligent les grandes puissances à abandonner la partie. Dans les dernières semaines de 1918, Clemenceau décide d'une importante intervention pour soutenir les armées blanches en s'emparant des ports de la mer Noire. Mais les moyens engagés fondent avec la démobilisation de l'armée française, et les troupes ne comprennent pas cette guerre lointaine. Au printemps 1919, l'échec de l'expédition est consommé alors que la flotte française est secouée par une importante mutinerie. Selon l'historien Orlando Figes, « la promesse d’aide alliée n’était que paroles en l’air. L’engagement des puissances occidentales ne donna jamais grand-chose d’un point de vue matériel et souffrit toujours d’un manque de dessein bien clair ».
En 1920, le tout jeune État polonais envahit la Russie pour repousser ses frontières au-delà de la ligne Curzon. La contre-attaque victorieuse de l'Armée rouge remplit d'espoir les bolcheviks : la prise de Varsovie ouvrirait la route de Berlin et permettrait d'exporter la révolution par les armes. Mais le 15 août 1920, le « miracle de la Vistule » permet au général Pilsudski de repousser l'invasion. Voyant l'Armée rouge comme une armée d'abord russe et non révolutionnaire, les ouvriers polonais n'ont apporté aucun soutien à celle-ci.

### Sort de la famille impériale
Après l’abdication de Nicolas II, le tsar et sa famille furent retenus en captivité dans leur résidence, le Palais Alexandre à Tsarskoïe Selo, puis ils furent transférés à Tobolsk, en Sibérie occidentale, sur ordre d'Alexandre Kerenski, le chef du gouvernement provisoire, qui craignait pour leur sécurité en raison de l'agitation bolchévique et des tentatives du soviet de Saint-Pétersbourg pour s'assurer de la personne du tsar. La famille passa l'hiver dans une relative tranquillité. Les Bolcheviks, désormais au pouvoir, transférèrent le couple impérial et une de leurs filles à Ekaterinbourg, dans la villa Ipatiev, le 30 avril 1918. Le reste des enfants viendront les rejoindre en mai 1918. Leur détention devint particulièrement désagréable. Le commissaire Iakov Iourovski, responsable de la garde, prit prétexte de l'approche de l'Armée Blanche (anti-bolchévique) de l'amiral Alexandre Koltchak pour faire exécuter le tsar et sa famille sur l'ordre très probable de Lénine. Dans la nuit du 16 au 17 juillet 1918, la famille impériale et leur suite furent abattus dans le sous-sol de la villa Ipatiev.
Plusieurs éléments tendent à prouver que l'exécution de la famille impériale avait été planifiée à Moscou bien avant l'approche de l'armée de Koltchak. Ainsi, d'autres membres de la famille (notamment la sœur de la tsarine, la grande-duchesse Élisabeth) furent tués dans la nuit du 17 juillet à Alapaïevsk, un bourg de l'Oural à plusieurs centaines de kilomètres d'Ekaterinbourg. De plus, l'urgence de l'exécution du tsar et de sa famille était largement exagérée : le même Yourovsky ne quitta la ville qu'une semaine plus tard, en convoyant vers Moscou l'or des banques de l'Oural et de Sibérie occidentale qui avait été préalablement rassemblé à Ekaterinbourg.
Bien que Trotski ait désiré un procès public de Nicolas II, Lénine et une partie du Politburo décident en secret l'exécution sommaire de la famille impériale.
Finalement, les corps de la famille impériale furent retrouvés pour la plupart en 1991, et pour deux des enfants, en août 2007. Le 17 juillet 1998, 80 ans jour pour jour après leur mort, les restes de la famille impériale, furent inhumés à la cathédrale Pierre-et-Paul de Saint-Pétersbourg en présence des descendants de la famille Romanov et du président Boris Eltsine qui a déclaré que cet assassinat était un acte barbare.
Le tsar et sa famille ont été canonisés et considérés comme morts martyrs par l’Église orthodoxe de Russie en l’an 2000 et par la Cour suprême de la fédération de Russie en octobre 2008.

### Terreur blanche contre terreur rouge
La Russie tsariste avait la tradition de violence sociale et politique la plus lourde d'Europe, aggravée par la « brutalisation » de la société pendant la Grande Guerre. À partir de l'été 1917, l'explosion révolutionnaire, jusque là très peu violente, se traduit chez les paysans révoltés par la mise à mort d'un certain nombre de propriétaires terriens et le pillage de leurs demeures. La guerre civile qui éclate va servir d'exutoire à bien des rancœurs nées de siècles d'oppression sociale, aux peurs des anciennes élites privilégiées, ou aux règlements de compte personnels. Vieux praticiens du terrorisme individuel depuis le XIXe siècle, des révolutionnaires comme les SR ne font que réutiliser les mêmes armes contre les Bolcheviks (Fanny Kaplan, réseau de Boris Savinkov). Rouges et Blancs rivalisent quant à eux de déclarations incendiaires, et se montrent prêts à la violence radicale.
En réponse aux violentes et systématiques exactions des révolutionnaires, les Blancs répondent par l’exécution des commissaires rouges et des bolcheviks. La décomposition du pouvoir facilite les actes violents incontrôlés (pogroms, pillages), provoquant l’hostilité de la population. Ne s’estimant pas à même de changer l'ordre politique, ils restituent les terres aux anciens propriétaires fonciers, les paysans pouvant de nouveau être soumis à des châtiments corporels. Certaines de leurs troupes (comme celles du général Chkouro) se déconsidèrent dès leur arrivée à force de viols et de pillages, tandis que leurs chefs multiplient les actes arbitraires et étalent un train de vie fastueux et débauché.

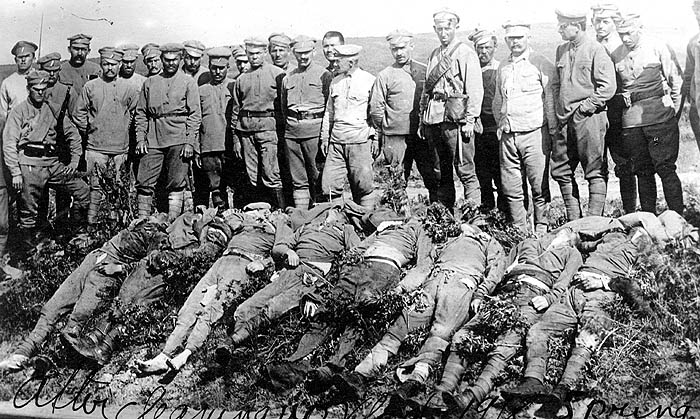
Soldats des légions tchèques et leurs camarades exécutés par les bolcheviks à Vladivostok.

L'appareil policier bolchevik, doté de pouvoirs arbitraires très étendus, connaît un énorme développement. Arrestations, fusillades de masse, prises d'otages et internements en camp deviennent des pratiques banales. La question de savoir si les camps ouverts par la Tchéka durant la guerre civile préfigurent ou non le Goulag stalinien reste une discussion ouverte.
Selon l'historien britannique George Leggett, environ 140 000 personnes ont péri à la suite de la terreur rouge. Mencheviks, anarchistes, SR, libéraux ou démocrates ont autant été pourchassés et mis hors-la-loi par milliers que les Blancs et les nationalistes, ou encore que les pacifistes tolstoïens, les sionistes, les bundistes, etc., ainsi que beaucoup de ceux que leurs origines sociales ou leur marginalité suffisaient a rendre suspects. En 1922, le jeune État soviétique organise, contre les chefs SR, son premier procès-spectacle truqué[réf. nécessaire] ; plusieurs accusés sont condamnés à mort et exécutés, les autres déportés. Le 19 février 1919, la révolutionnaire Maria Spiridonova, arrêtée après l'insurrection des SR de gauche en juillet, est condamnée pour « folie » et internée de décembre 1920 à novembre 1921 en centre de cure psychiatrique. Elle écrira toutefois plus tard qu'« à l'époque soviétique, les sommets du pouvoir, les vieux bolcheviques, Lénine y compris, m'ont ménagée et, en m'isolant dans le déroulement de la lutte, toujours de façon très vigoureuse, ont en même temps pris des mesures pour qu'on ne m'humilie jamais ».
L'Église orthodoxe, qui s'est souvent rangée activement du côté de la réaction (des popes délateurs peuvent même çà et là être responsables de nombreuses exécutions sommaires), doit subir des milliers d'arrestations, d'exécutions, de spoliations et de destructions, le but étant à terme l'éradication non seulement de sa puissance antérieure, mais aussi des croyances religieuses.
Plus généralement, tous les camps en lutte utiliseront, à des degrés divers, les mêmes méthodes de répression : internement des adversaires militaires et politiques dans des camps, prises d'otages (le premier décret des otages est ainsi promulgué non pas par les bolcheviks mais par le général Niessel, commandant de la mission militaire française en Russie), exécutions sommaires. D'après Peter Holquist « le jeune État des Soviets et ses adversaires eurent pareillement recours aux outils et aux méthodes qui avaient été élaborés durant la Grande Guerre ». Nikolai Melkinov, un des principaux membres du gouvernement Denikine, a souligné dans ses Mémoires que l'administration blanche « appliqua […] dans ses territoires une politique foncièrement soviétique ».
Même le bref gouvernement socialiste-révolutionnaire de Samara, souvent considéré comme l'un des belligérants les plus modérés, utilisa lui aussi ce type de mesure. À son propos, l'historien britannique Orlando Figes note : « Si les libertés d'expression et de réunion ainsi que la liberté de la presse furent rétablies, il était difficile de les respecter dans les conditions d'une guerre civile, et les prisons de Samara furent bientôt pleines de bolcheviks. Ivan Maiski, le ministre menchevik du travail, compta 4 000 détenus politiques. Les doumas et les zemstvos municipaux furent rétablis, et les soviets, en tant qu'organes de classe, tenus à l'écart de la vie politique ».
Pareillement, les KD libéraux se résignent généralement à des solutions dictatoriales là où ils subsistent - avec des exceptions, ainsi en Crimée où ils maintiennent un régime constitutionnel et parlementaire préservant les libertés et ébauchant même une timide réforme agraire.
Par ailleurs, aucune des armées ne tient à laisser derrière elle des éléments suspects ou dangereux. Ainsi, les combattants anarchistes de l'armée Makhno respectent le plus la population civile et épargnent et libèrent les simples combattants faits prisonniers, mais ils éliminent dans leur retraite bien des officiers, nobles, bourgeois, koulaks ou popes, des tribunaux populaires spontanés se chargeant aussi de juger et châtier ceux qui se sont compromis dans les tueries de la Terreur blanche.
En Ukraine, les pogroms font entre 100 000 et 180 000 morts et plongent 500 000 personnes dans la misère la plus totale. Les Cent-Noirs, des ultra-monarchistes qui accompagnent les armées de Dénikine investissent les trains et forcent les voyageurs à réciter certaines prières. Les personnes qui ne les connaissent pas sont considérées juives, torturées et jetées sur la voie. Les troupes du nationaliste ukrainien Symon Petlioura portent la plus lourde responsabilité, étant à l'origine, selon l'historien Nicolas Werth, de 40 % des pogroms. Les hiérarchies militaires adoptent des comportements très diverses face aux tueries. Ainsi, les officiers blancs félicitent les assassins et octroient des primes pour chaque juif tué. Au contraire, l'encadrement de l'Armée rouge les punit, parfois de mort. Lénine signe un décret « mettant hors la loi les pogromistes et tous ceux qui fomentent des pogroms » et « ordonnant à tous les soviets provinciaux de prendre les mesures les plus rigoureuses pour déraciner le mouvement antisémite et pogromiste ».

### Violences d'en-bas et violences d'en-haut
Selon Sabine Dullin, « les organismes de répression créés par les Bolcheviks laissaient une grande part à l'initiative populaire ». Les Tchekas locales se montrent souvent plus radicales que le centre. Marc Ferro insiste sur le fait que le petit parti bolchevik n'avait pas les moyens de susciter la violence généralisée que connaît la Russie pendant la guerre civile, et que les léniniens ont souvent revendiqué et assumé des violences populaires spontanées pour donner l'illusion qu'ils contrôlaient la situation, ainsi que pour les canaliser ou les instrumentaliser à leur profit.
De même, du côté de leurs ennemis, le très controversé chef nationaliste ukrainien Petlioura semble par exemple avoir été débordé par l'antisémitisme viscéral de ses troupes : il aurait laissé se produire les pogroms, voire tenté de les freiner, plus qu'il ne les a ordonnés (son rôle exact reste très débattu).
En ce qui concerne la terreur blanche, les rôles respectifs de l'idéologie, des violences spontanées et de celles décidées « d'en haut » par les autorités restent fortement discutés. Ainsi selon Nicolas Werth, « la terreur blanche ne fut jamais érigée en système. Elle fut, presque toujours, le fait de détachements incontrôlés échappant à l'autorité d'un commandement militaire qui tentait, sans succès, de faire office de gouvernement. (…) [Elle] resta le plus souvent une répression policière du niveau d'un service de contre-espionnage militaire ». D'autres historiens considèrent au contraire que l'idéologie – notamment l'assimilation des communistes aux juifs et le fantasme d'un complot « judéo-bolchevique » – tient une place importante dans le processus de la terreur dirigé par le haut. Selon l'historien américain Peter Holquist, « S'il est vrai que les mouvements antisoviétiques éprouvèrent moins le besoin de justifier leurs actions, il est néanmoins tout à fait clair que leurs violences, loin d'être arbitraires ou fortuites, étaient au contraire calculées. […] Les prisonniers de guerre étaient triés par les chefs blancs, qui mettaient à part ceux qu'ils considéraient comme indésirables et irrécupérables (les Juifs, les Baltes, les Chinois, les communistes) et les faisaient ensuite exécuter tous ensemble ».
Peut-être plus encore que les bolcheviques, les généraux blancs ont été dépassés par la violence de leurs partisans sur des territoires vastes où leur autorité était limitée. Le général Wrangel décrit dans ses mémoires l'anarchie qui régnait sur l'immense territoire contrôlé par Dénikine quand il en prit la tête en mars 1920 : .
Cependant, il est incontestable que les hautes autorités blanches ont aussi choisi le recours à la terreur. La « conférence spéciale » présidée par le général Dénikine prend ainsi en mars 1919 la décision de condamner à mort « toute personne ayant contribué au pouvoir du Conseil des commissaires du peuple ». L'Osvag, le service de propagande du gouvernement de Dénikine, fait courir de nombreuses rumeurs pendant la guerre sur l'existence de complots juifs. En Hongrie, après la chute de la République des conseils en août 1919, des unités paramilitaires faisant partie des troupes de l'amiral Miklós Horthy déclenchent une terreur blanche : le nombre de victimes de la répression en Hongrie est estimé à cinq à six mille victimes, soit dix fois plus que celles de la terreur rouge hongroise et leur mille cinq cents victimes, bien qu'une estimation basse les réduise à quelques centaines. Le général Ungern-Sternberg, surnommé le « baron sanglant », fut sans doute celui qui alla le plus loin dans la terreur. Dans son fameux « ordre numéro 15 », adressée à ses armées en mars 1921, l'article 9 commande « d'exterminer les commissaires, les communistes et les juifs avec leurs familles ».
À côté des différents camps, de nombreux chefs de guerre et aventuriers profitent de l'effondrement de l'autorité en Russie pour piller, massacrer et s'autoproclamer dirigeants de territoires plus ou moins vastes. D'autres s'engagent dans les armées régulières par opportunisme. L'ataman Grigoriev constitue ainsi une bande formée de soldats, de déclassés et de mercenaires qui se met successivement au service de Simon Petlioura, de l'Armée rouge et des Blancs, sans renoncer à aucun moment aux massacres et aux pillages. Grigoriev finira abattu par Makhno, auquel il s'était brièvement allié.
Après la défaite des Blancs, les soulèvements paysans anti-bolcheviks atteignent leurs apogées. De nombreux collecteurs de céréales sont assassinés, les bolcheviks et leurs relais pourchassés et parfois suppliciés. La riposte de l'Armée rouge est impitoyable : des centaines de villages déportés en intégralité, des milliers d'insurgés fusillés, les femmes et les enfants des partisans pris en otage et parfois tués, l'arme chimique utilisée par Toukhatchevski contre les révoltés de Tambov.
Après la victoire définitive du régime, la terreur s'atténue largement, mais l'appareil policier reste intact.

### Victoire et crise du «communisme de guerre»
La guerre radicalise spectaculairement le régime. Pour mener la guerre totale contre les forces hostiles, le gouvernement de Lénine procède à la nationalisation quasi-intégrale du commerce, des banques, de l'industrie et même de l'artisanat. Les logements des classes aisées sont collectivisés : les appartements collectifs entrent ainsi dans la vie des Russes. Alors que la monnaie s'effondre et que le pays vit à l'heure du troc et des salaires versés en nature, le régime instaure la gratuité des logements, des transports, de l'eau, de l'électricité et des services publics, tous pris en main par le Parti-État. Certains bolcheviks rêvent même dès lors d'abolir l'argent, ou du moins de limiter drastiquement son usage. D'abord improvisé sous le feu des circonstances, le « communisme de guerre » (terme créé a posteriori, apparu après la fin de la guerre civile) paraît alors un moyen de faire passer directement la Russie au socialisme.
Le pouvoir restaure aussi un puissant dirigisme sur l'économie et sur les ouvriers. Pour ce faire, il n'hésite pas à rétablir une discipline de fer dans les usines ou à faire réapparaître des pratiques honnies comme le salaire aux pièces, le livret de travail, le lock-out, le retrait des cartes de ravitaillement, l'arrestation et la déportation des meneurs de grèves. Des centaines de grévistes sont même fusillés. Les syndicats sont épurés, bolchevisés et transformés en courroie de transmission, les coopératives absorbées, les soviets transformés en coquilles vides. En 1920, Trotski suscite une vaste controverse en proposant la « militarisation » du travail. Dans les campagnes, des détachements armés procèdent violemment aux réquisitions forcées de céréales pour nourrir les villes ainsi que l'Armée rouge.
Le pouvoir mène aussi un énorme effort d'alphabétisation, d'éducation et de propagande à destination des soldats et des masses populaires. Il encourage l'effervescence artistique et met les créateurs des avant-gardes au service de la révolution par une vaste production d'œuvres et d'affiches qui aident le ralliement des masses aux bolcheviks.
Cette politique sauve le régime, mais contribue à l'énorme mécontentement populaire et à l'effondrement radical de la production, de la monnaie et du niveau de vie. L'économie est ruinée, le réseau de transports disloqué. Le marché noir et le troc fleurissent. L'inégalité institutionnelle du rationnement au profit des soldats et des bureaucrates suscite les récriminations populaires. Les villes se dépeuplent, beaucoup d'ouvriers et de citadins affamés revenant à la terre. C'est ainsi que Moscou et Petrograd se vident de moitié, tandis que la classe ouvrière se décompose : elle compte moins d'un million d'actifs en 1921, contre plus de trois millions en 1917.
En 1921-1922, une famine doublée d'une très grave épidémie de typhus fauche plusieurs millions de vies dans les campagnes russes.

### La révolte de Kronstadt et l'instauration de la NEP (mars 1921)
Écœurés par le monopole du pouvoir acquis par le parti bolchevique, ainsi que par la violence et la répression déployés dans les campagnes ou contre les ouvriers en grève, les marins de Kronstadt se révoltent en mars 1921 et exigent le retour au pouvoir des soviets, des élections libres, la liberté du marché intérieur, la fin de la police politique. En pratique l'insurrection consista en la dissolution du soviet de Kronstadt et en la désignation d'un « comité révolutionnaire provisoire » à sa place. Leur soulèvement est écrasé par Trotski et Toukhatchevski.
Au même moment, le pouvoir met les mencheviks hors-la-loi, réprime les dernières grandes vagues de protestations ouvrières, et entame une violente campagne de « pacification » contre les paysans insurgés. Le Xe congrès du Parti, tenu au même moment que l'insurrection de Kronstadt, abolit aussi le droit de fraction au sein du Parti.
Mais devant l'impasse du « communisme de guerre » et l'effondrement de l'économie, Lénine décide un retour limité et provisoire au capitalisme de marché : la Nouvelle politique économique (NEP) est adoptée au cours du même congrès. Cette libéralisation économique — qui ne se double d'aucune libéralisation politique — va permettre de redresser l'économie.

## Conséquences

### Conséquences culturelles

#### Libération des mœurs et émancipation des femmes
Après la guerre civile, un changement très important en matière de mœurs sexuelles a lieu. La critique marxiste de la famille bourgeoise avait déjà conduit les bolcheviks à modifier la législation concernant le divorce, le mariage et l’interruption volontaire de grossesse. En 1922, les pratiques homosexuelles sont à leur tour dépénalisées. Tout au long des années 1920, le désir d’accéder à une sexualité plus libre déclenche un mouvement social qualifié par Wilhelm Reich de « révolution sexuelle ». Imposé par la base, il n’est pas suffisamment soutenu par les hauts responsables du régime, et perd progressivement en importance.
Plus généralement le pouvoir bolchevique, en particulier sous l'impulsion d'Alexandra Kollontai, prendra d'importantes mesures pour améliorer le statut social de la femme. Outre les législations en matière de mœurs, une série de décrets reconnaissent dès fin 1917 le droit des femmes à la journée de 8 heures, celui de négocier le montant des salaires, la préservation de l'emploi en cas de grossesse, des possibilités d'assurer des soins à leurs enfants pendant les heures de travail, ainsi que des droits politiques égaux à ceux des hommes.
Le travail des femmes est encouragé, à la fois dans une perspective émancipatrice (le régime déclare « qu'enchaînée au foyer, la femme ne pouvait pas être l'égale de l'homme ») et pour combler le déficit de main d'œuvre provoqué par la guerre et les famines. Pour soulager le travail domestique des femmes, le gouvernement bolchevique créé des maternités, des crèches, des écoles maternelles, des écoles, des cantines populaires et des lavoirs publics. En matière de droits des enfants, toutes distinctions dans la loi entre les enfants — garçons et filles — légitimes et illégitimes sont supprimés.

#### La lutte contre l'analphabétisme et l'accès des couches populaires à la culture
Étant donné que la RSFSR (République socialiste fédérative soviétique de Russie), à l'issue de la guerre civile, regorgeait d'orphelins par dizaines de milliers, des chtcharachkas (communautés) furent mises en place, où des enfants de tous âges encadrés d'éducateurs volontaires furent éduqués dans l'esprit socialiste. À la même époque, les grades sont abolis dans l'armée, ainsi que les règles académiques dans l'art. Grammaire et orthographe ont aussi été simplifiés, et la lutte idéologique contre les préjugés et les convictions d'origine religieuse battit son plein.
Le régime consacre rapidement un effort important en matière d'instruction publique. Sous la direction d'Anatoli Lounatcharski, le commissariat du peuple à l'instruction publie un décret déclarant l'ouverture d'un « front contre l'analphabétisme » le 10 décembre 1919. Dans le compte rendu critique qu'il donne alors de son voyage en Union soviétique, le maire de Boulogne André Morizet affirme qu'« on peut penser tout ce qu'on voudra des chefs du bolchevisme. On peut critiquer leurs méthodes, condamner leurs actes en gros ou en détail […]. Mais il y a un point sur lequel il me paraît impossible qu'on n'approuve pas unanimement leurs efforts, qu'on n'apprécie pas sans réserve les résultats déjà obtenus : c'est en matière d'instruction publique ».
Dès le début de l'année 1918, le triple principe de laïcité, de gratuité et d'obligation d'éducation est posé par le régime. De 38 387 en 1917, le nombre d'écoles passe à 52 274 en 1918 puis 62 238 en 1919. De même le budget de l'éducation passe de 195 millions de roubles en 1916 à 2 914 millions en 1918. Des alphabets nationaux sont créés pour les nationalités privées d'écriture, tandis que des commissions d'instructeurs sont créées. Ces chiffres impressionnants doivent cependant être nuancés par les difficultés auxquelles se trouve confronté le système d'éducation publique en raison des conséquences de la guerre civile et du faible développement économique des républiques qui forment l'Union soviétique : manque chronique de matériel scolaire et de professeurs formés, qui expliquent la médiocrité de l'instruction dans les premières années du régime.

#### La Révolution et l'Art
Les conséquences de la révolution se font également sentir dans le domaine de l'art. Dès la fin du XIXe siècle, la Russie s'était ouverte aux nouveaux courants artistiques qui se développaient en Europe : l'impressionnisme (avec des peintres comme Leonid Pasternak et Constantin Kousnetzoff), le fauvisme (avec Michel Larionov ou Nathalie Gontcharova) et le cubisme (Vladimir Bourliouk). D'autres courants émergent en Russie, comme le suprématisme, qui prône la suprématie de la forme pure dans la peinture. En poésie, le mouvement acméiste est initié par Nikolaï Goumilev en 1911. La création de l'opéra futuriste Victoire sur le soleil, d'Alexeï Kroutchenykh et Vélimir Khlebnikov, se déroule le 3 décembre 1913 à Saint-Pétersbourg.
Après la révolution d'Octobre, si les bolcheviques interdisent les œuvres ouvertement hostiles au régime, le nouveau pouvoir ne donne cependant pas de directives en matière d'art — Trotski déclarant que « L'art n'est pas un domaine où le Parti est appelé à commander. » — et encourage la floraison des courants d'avant-garde. Selon l'historien de l'art Jean-Michel Palmier, « Il y a peu de pays qui ont consacré autant d'argent aux Beaux-Arts, au théâtre, à la littérature, à la peinture que l'URSS dans la période la plus difficile qu'elle a connue. Alors que la famine régnait, que la contre-révolution levait la tête sur tous les fronts — intérieur et extérieur — la jeune république des soviets dépensait des sommes énormes pour développer l'art — et pas seulement comme instrument de propagande ».
Dès les premiers jours qui suivent la révolution d'Octobre, le gouvernement bolchevique met en œuvre une série de mesures visant à assurer la préservation, l'inventaire et la nationalisation du patrimoine culturel national. La collection privée du commerçant et mécène Sergueï Chtchoukine est réquisitionnée pour ouvrir le « premier musée de l'art occidental ». Vassily Kandinsky est nommé directeur du Musée de la culture artistique, créé en 1919, et ouvre une vingtaine de musées en province. Ici encore, la pénurie limite les ambitions du régime. Par manque de crédits pour la reconstruction, la plupart des projets d'architectures novateurs ne peuvent être achevés.
Le nouvel environnement politique et culturel favorise l'éclosion de courants nouveaux et de débats d'écoles passionnés. Selon Anatole Kopp, « À l'intérieur de cette nouvelle vision, il est possible de distinguer deux orientations, deux avant-gardes : une avant-garde essentiellement formelle, qui, malgré le recours à des formes d'expressions inédites, n'assignera pas à l'art une mission nouvelle, et une avant-garde socialement et politiquement consciente, qui tentera, à la lumière du marxisme, de mettre les techniques artistiques au service de la transformation de l'humanité. » Les membres de ce dernier courant, partisans de l'accouchement d'une « culture prolétarienne » nouvelle, se regroupent au sein du Proletkoult qui tient son premier Congrès en 1920. Ce groupe mène rapidement une campagne agressive contre les « compagnons de route » du parti et tout ce qui s'écarte de « l'art prolétarien », mais n'obtient pas de mesures politiques de l'appareil d'État. À la fin des années 1920, Staline s'appuiera pourtant sur les théories du Proletkoult — parfois au corps défendant de certains de ses membres — pour réprimer les artistes et imposer la ligne du réalisme socialiste.

### Conséquences économiques et sociales

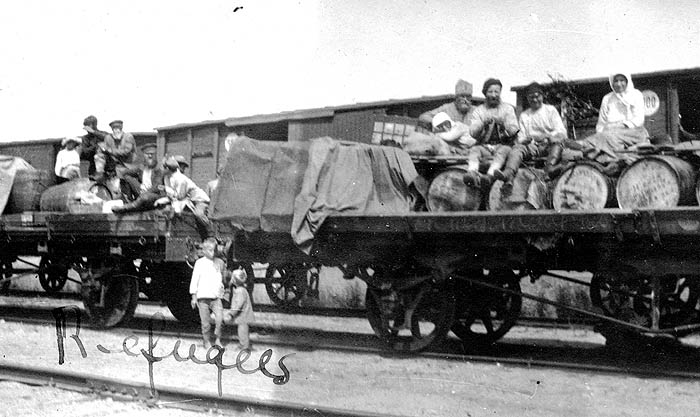
Des Russes partant pour l'exil sur un wagon plat.

La révolution et l'établissement du nouveau régime entraînent de profondes transformations sociales dans les pays rassemblés au sein de l'URSS. Les vieilles structures féodales de la Russie tsariste se désagrègent sans laisser place à une économie de marché, générant l'élaboration de nouveaux rapports sociaux qui feront l'objet d'interprétations diverses.
Selon Nicolas Werth, 13 millions de Russes ont péri de mort violente entre 1914 et 1921 : 2,5 millions par la Grande Guerre, autant par la guerre civile et les massacres des terreurs blanche, rouge ou verte, 5 millions par la famine et plus de 2,5 millions par l'épidémie de typhus. Selon le démographe russe A.G. Volkov, la population de la Russie a diminué de 7 millions entre 1918 et 1922, chiffre auquel il faut retirer les émigrés (estimés à 2 millions par le démographe) et la différence de 400 000 entre les retours et sorties de prisonniers et de fuyards, pour aboutir à un chiffre de 4 500 000 morts pendant la guerre civile, soit un peu plus de 3 % de la population. La majorité des victimes a péri hors des champs de bataille, faute de soins adéquats ou de nourriture. « La société russe émerge de la guerre plus archaïque, plus militarisée, plus paysanne ».
Les anciennes élites (clergé, noblesse et bourgeoisie, cette dernière déjà plus fragile qu'en Occident, une partie des intellectuels) ont disparu ou se sont exilées, à moins de s'être ralliées pour certains de leurs membres. Dès l'ère léninienne, ces « gens du passé » et leurs enfants sont surveillés et discriminés dans l'accès au logement, au travail ou à l'université, ou encore privés d'un droit de vote certes symbolique. À partir des premiers mois de la révolution bolchévique, une partie de la classe des possédants est massacrée, une autre a quitté le pays vers l'étranger et la partie qui reste, après avoir perdu l'essentiel de ses actifs, est marginalisée. Beaucoup seront ultérieurement liquidés pendant les Grandes Purges staliniennes. Environ deux millions de « Russes blancs » (pas tous monarchistes ni russes en réalité) se sont exilés de la Russie révolutionnaire, ou en ont été bannis. En 1922, un décret leur ôte en bloc la nationalité russe. C'est pour ces premiers apatrides de masse que la Société des Nations doit inventer le passeport Nansen.
Dans les campagnes, le Parti reste sous-représenté. Des dispositions constitutionnelles donnent au vote ouvrier et urbain un poids ouvertement supérieur au vote paysan. Malgré cet avantage politique et contrairement à une idée largement répandue, les ouvriers n'ont pas été la classe à avoir beaucoup bénéficié, pendant les premières années de la révolution, lors du changement du régime : la plupart d'entre eux ont quitté les villes vers les campagnes, à la suite de la fermeture des usines qui appartenaient à la classe des possédants dépourvue de tout moyen de production, pour échapper au chômage et à la famine ; et pendant les premières années de la révolution, à partir de 1919, 7,5 millions d'entre eux sont morts dans les villes à cause de la famine et des épidémies. La classe paysanne est l'une des seules à avoir gardé une autonomie assez forte par rapport à l'État très autoritaire qui s'est forgé pendant la guerre civile. Elle est, d'ailleurs, la seule classe à avoir tiré le plus d'avantages du nouveau régime pendant les premiers mois de la révolution d'octobre. Le partage des terres à la suite de la confiscation des biens de l'aristocratie foncière a beaucoup soulagé les paysans (dont la plupart sont sans terre) et moins de troubles ont été enregistrés dans les campagnes avant que la situation ne soit détériorée, peu à peu, et concerne tout le pays. Les paysans ont obtenu le partage des terres qu'ils attendaient depuis des générations (bien qu'en raison de leur fort accroissement démographique, ils n'y aient gagné en moyenne que 2  à   3 hectares de terre chacun). Mais beaucoup peuvent constater que « la terre ne se mange pas » (Lénine) : les millions de petites exploitations émiettées sont peu rentables et impossibles à moderniser. Bêtes noires des bolcheviks pendant la guerre civile, les koulaks (paysans supposés riches, juste un peu plus aisés et dynamiques que la moyenne) tirent davantage leur épingle du jeu, et bénéficieront de l'avènement de la NEP - avant de subir le choc de la dékoulakisation à partir de 1930.
Beaucoup d'hommes du peuple, ex-ouvriers, employés ou paysans, ont bénéficié de la croissance du Parti-État et de sa bureaucratie (dont le développement notable angoisse déjà Lénine et Trotski). Entrant dans ceux-ci ou dans l'Armée rouge, ils ont acquis des positions de pouvoir et des privilèges inespérés pour eux sous l'Ancien Régime. La bureaucratie devient aussi le refuge privilégié de la petite-bourgeoisie théoriquement déchue. Cette « plébéianisation du Parti » (Marc Ferro) servira de base sociale à l'avènement ultérieur de Joseph Staline, nommé secrétaire général du PCUS le 3 avril 1922.

### Conséquences politiques et diplomatiques
Le premier résultat de cette révolution fut le renversement du régime tsariste, laissant le champ libre pour la prise de pouvoir par les bolcheviks. Selon Nicolas Werth, « une révolution populaire et plébéienne profondément antiautoritaire et antiétatique [a] amené au pouvoir le groupe le plus dictatorial et le plus étatiste ».
Selon plusieurs historiens, les bases de l’État policier léniniste auraient été jetées dès avant l'éclatement de la guerre civile en août 1918, la répression s'abattant autant sinon plus sur les autres partis révolutionnaires et sur certains mouvements populaires que sur les partis « bourgeois » ou les forces monarchistes. Ce point de vue est rejeté par certains historiens, à l'instar d'Arno J. Mayer qui, dans un ouvrage récent, soutient que la politique répressive du régime soviétique a essentiellement été le produit de pressions internes (la violence de la contre-révolution) aussi bien qu'externes (la réaction des puissances internationales face à la prise du pouvoir par les bolcheviks).
Pour Marc Ferro, la lutte pour le pouvoir n'a pas simplement opposé les partis entre eux. Au moment de la révolution de Février, les partis politiques, les syndicats, les coopératives et les soviets sont les formes d'organisation rivales en concurrence pour représenter et diriger la société civile. Les soviets et les partis se sont entendus pour subordonner ou éliminer les syndicats, les comités d'usine ou les coopératives. Puis dès avant Octobre, les partis se sont accordés à noyauter et instrumentaliser les soviets. Il ne restait plus enfin à l'un des partis qu'à éliminer les autres.
Un autre résultat immédiat est la signature du traité de Brest-Litovsk, et le démantèlement partiel de l'ex-empire russe. Ensuite vint la création, en 1922, de l’URSS – l’« Union des républiques socialistes soviétiques ».
La guerre civile allait laisser le pays épuisé, ruiné pour de nombreuses années, et sous la coupe d'un parti unique lui-même de plus en plus monolithique (suppression du droit de tendance en mars 1921), dont la police et l'armée ont éliminé toutes les forces d'opposition organisées. Tout est à reconstruire.
De plus, la révolution attendue par les bolcheviks dans les pays capitalistes n'a pas eu lieu. En Allemagne même, les masses populaires n'ont pas majoritairement soutenu la tentative spartakiste de Rosa Luxemburg, et la répression a suivi. En Hongrie, Bela Kun s'est aliéné d'emblée les paysans, et n'a pu tenir que 133 jours au pouvoir avant d'en être délogé par une invasion roumaine. La vague révolutionnaire reflue dès 1920 en Italie, ouvrant la voie au succès du fascisme. Des pays industrialisés aussi importants que les États-Unis, le Royaume-Uni et la France ne connaissent que des vagues de grèves et de manifestations, parfois violentes, mais jamais en mesure d'ébranler la société et le gouvernement.
La création à Moscou de la IIIe Internationale (Komintern), en 1919, est une conséquence directe d'Octobre. Elle sera dissoute par Staline en 1943 sans avoir jamais réussi à conduire une révolution victorieuse. Dans l'immédiat, rupture et scissions entre partis sociaux-démocrates et partis communistes, entre 1919 et 1921, ont laissé le mouvement ouvrier et syndical durablement divisé et affaibli face aux forces conservatrices et fascistes.
La Russie elle-même reste amoindrie et isolée, cernée par un « cordon sanitaire » de petits États (pays baltes, Pologne, etc.). Le nouveau régime doit conquérir lentement sa reconnaissance internationale. Il doit attendre 1922 pour être reconnu par l'Allemagne (devenue son alliée de fait par les accords de Rappallo), puis en 1923 par la Chine alliée de Sun Yat-sen, en 1924 par la Grande-Bretagne, la France et l'Italie fasciste, en 1933 par les États-Unis, avant d'entrer tardivement à la SDN en 1934.
Le régime instauré par les bolcheviks a souvent été qualifié de « communiste », même si pour Marx le communisme correspond à une société qui répond à la devise « De chacun selon ses capacités, à chacun selon ses besoins ». En 1918, cependant, Lénine ne répugnait pas à faire changer le nom du parti en parti communiste, ni à fonder en 1919 l'Internationale communiste (il s’agissait de choisir un nom se démarquant de la social-démocratie, qui avait été majoritairement favorable à la guerre).

### Perceptions et réceptions à l'étranger
La révolution de février 1917 a été lue par les Occidentaux en fonction de la Grande Guerre en cours, et en général sans grande connaissance des réalités russes.
Les démocraties de l'Entente (France et Grande-Bretagne surtout) sont soulagées d'être débarrassées de l'allié encombrant qu'était Nicolas II, le maintien de l'autocratie tsariste les mettant en porte-à-faux avec leur propre propagande sur la « guerre du droit ». Ni la presse (soumise à la censure ou à l'autocensure) ni les opinions ne prennent la mesure du rejet croissant et massif de la guerre dans l'opinion russe. La révolution est interprétée au contraire comme une volonté populaire de mener la guerre jusqu'au bout avec un gouvernement plus compétent.
On ne prend pas davantage conscience de l'ampleur de la révolte sociale. L'historien monarchiste Jacques Bainville prétend ainsi dans L'Action française : « Il faut que la rénovation russe ne devienne pas ce que jusqu'ici elle ne veut pas être, une révolution ». Le socialiste chauvin Gustave Hervé écrit : « Qu'est-ce que Verdun, qu'est-ce que la Marne même à côté de l'incommensurable victoire morale que viennent de remporter les Alliés à Petrograd ! ».
Pourtant, dès l'été 1917, la mutinerie des soldats russes du camp de La Courtine dans le Limousin doit être mâtée à coups de canon et au prix de nombreux morts. Des grèves importantes et quasi-insurrectionnelles se réclament ouvertement de l'exemple des soviets de travailleurs de Russie en avril 1917 à Leipzig, en mai-juin à Leeds, en août à Turin. En Italie ou même en Espagne non-belligérante, quelques « vive Lénine » apparaissent dès 1917 sur certains murs, plus par rejet symbolique de la guerre et des conditions sociales que par une connaissance réelle du programme bolchevique. Toutefois, patriotisme oblige, aucune tentative révolutionnaire n'a lieu avant la fin de la Grande Guerre.
Des délégations officielles se rendent en Russie au temps du gouvernement provisoire et découvrent l'ampleur de la révolution. Elles en reviennent parfois ébranlées, ainsi les socialistes français Albert Thomas et Marcel Cachin, le ministre travailliste anglais Arthur Anderson ou la féministe britannique Emmeline Pankhurst. Une poignée d'étrangers présents en Russie adhère activement à la révolution d'Octobre, ainsi son futur historien, le journaliste américain John Reed, ou encore le philosophe chrétien français Pierre Pascal. En mars 1919, André Marty et Charles Tillon mènent la mutinerie de la flotte française en mer Noire contre l'intervention. Certains prisonniers de guerre des Empires centraux, convertis au bolchevisme pendant leur captivité en Russie, se sont faits les propagateurs de la révolution à leur retour au pays : le Yougoslave Josip Broz, futur maréchal Tito, n'en est que l'exemple le plus célèbre.
L'Allemagne de Guillaume II a laissé les divers révolutionnaires exilés en Suisse, dont Lénine, traverser son territoire pour rentrer en Russie, escomptant que le pacifisme contribuerait au retrait de la Russie du conflit. Dès l'époque circule en Russie et en Occident l'idée d'un Lénine « agent allemand », ou encore la rumeur que les « maximalistes » (traduction inexacte répandue du terme bolcheviks) sont financés par « l'or allemand ». La révolution d'Octobre n'est d'abord perçue que comme une péripétie politique après bien d'autres, et ni l'Entente ni les Empires centraux ne croient au début à la durée du nouveau pouvoir. Après le draconien traité de Brest-Litovsk (contre la ratification duquel vote le SPD au Reichstag), le Kaiser fait figure d'allié objectif et paradoxal du régime bolchevique, celui-ci ayant tout intérêt à jouer des divisions « inter-impérialistes » et à ne pas s'ajouter un ennemi de plus. L'Entente intervient sur le territoire russe d'abord pour empêcher la disparition du front oriental, le reproche principal fait aux bolcheviks étant leur « trahison » de l'alliance. Après l'armistice de Rethondes en 1918, c'est la révolution en tant que telle qui est combattue.
Le pacifisme et la crise économique d'après-guerre, ainsi que le refus de voir une révolution écrasée, suscitent de fortes sympathies actives dans les couches populaires d'Europe pour la révolution d'Octobre - les exactions de la « terreur rouge » étant ignorées, niées, minimisées ou justifiées comme une simple réponse à la terreur blanche.

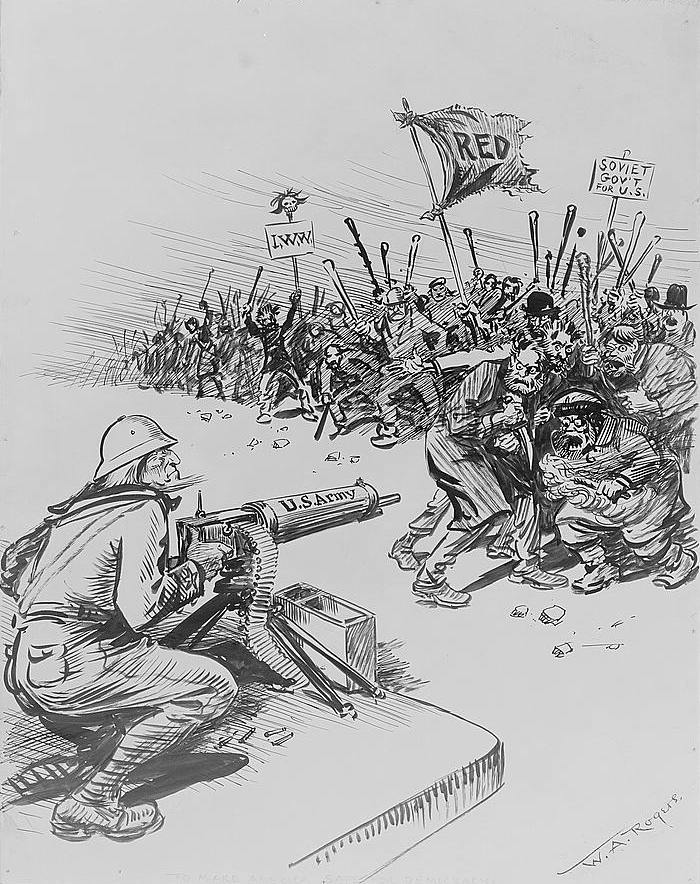
Caricature anti-bolchevique parue en 1919 dans le New York Herald.

En France, la révolution russe est lue au prisme de la mémoire toujours très vive de la Grande Révolution de 1789 : les bolcheviks sont ainsi assimilés aux jacobins, Kerenski à la Gironde, les Blancs aux Vendéens, Trotski à Lazare Carnot « l'organisateur de la victoire », etc. Un historien sympathisant comme Albert Mathiez trace dès 1920 l'analogie entre Robespierre et Lénine, la terreur rouge et la Terreur de 1793. Le poète André Breton n'est pas le seul à lire aussi la révolution russe comme une revanche sur la répression de la Commune de Paris lorsqu'il note que 1917 renverse 1871. Mais la « grande lueur à l'Est » (titre d'un ouvrage de Jules Romains) n'est pas aussi bien accueillie par tout le monde. Les classes moyennes sont ulcérées par la perte des emprunts russes, que Lénine a cessé de reconnaître dès le début 1918. Et l'anticommunisme est très fort chez les socialistes restés fidèles à la « vieille maison » lors du congrès de Tours de 1920, chez les anarchistes, chez certains intellectuels humanistes hostiles aux méthodes des Bolcheviks (par exemple Romain Rolland, ami de Gorki), et bien sûr dans les droites. Dès 1919, une affiche célèbre stigmatise dans le bolchevik « l'homme au couteau entre les dents ».
Aux États-Unis, la red scare ou peur des « Rouges » marque les années d'immédiat après-guerre et contribue aux réactions autoritaires, puritaines et xénophobes (les migrants sont perçus comme des porteurs potentiels du « virus » bolchevique) qui marquent les années 1920. En Allemagne, en Hongrie, en Italie, les forces conservatrices, nationalistes ou fascistes, parfois alliées pour un temps à des sociaux-démocrates comme Noske à Berlin, se battent pour réprimer par la violence le « bolchevisme » (un mot d'ailleurs élastique, sous lequel ils finissent par regrouper abusivement tout partisan d'un changement social, voire n'importe quel adversaire). En 1919, la peur et la haine du bolchevisme et de la révolution d'Octobre, de ses avatars et de son extension possible jouent un rôle non négligeable dans la formation des idéologies et des mouvements de Benito Mussolini en Italie et d'Adolf Hitler en Allemagne.
Dans les pays colonisés, la révolution d'Octobre a aussi suscité des espoirs importants. Dès 1920, à Bakou, les bolcheviks convoquent un « congrès des peuples de l'Orient » (1er au 8 septembre) qui tente de faire la jonction entre les nationalismes des colonisés et le mouvement communiste mondial.

### Postérité et fin
Le délabrement économique et moral consécutif à la guerre civile va laisser la place à une couche de bureaucrates, qui au sein même du parti bolchevique vont réussir à s’imposer à la tête du pays. Pour cela, ils devront déporter puis massacrer tous leurs opposants, « contre-révolutionnaires » comme révolutionnaires. Des milliers de militants communistes, dont la majorité de la « vieille garde » bolchevique, des héros d’Octobre et de la guerre civile, seront ainsi déportés, puis fusillés. Les plus célèbres d’entre eux sont humiliés et discrédités en public lors des procès de Moscou en 1936-1938.
Pour asseoir son pouvoir, et aussi pour faire oublier le rôle très limité qu’il a joué dans la révolution d'Octobre, Joseph Staline entreprend aussi de liquider, lors de la Grande Terreur de 1936-1938, toute une génération de militants, de cadres politiques et économiques, de militaires, d’écrivains ou même de policiers qui ont connu l’avant-1917 et fait la révolution puis la guerre civile. Une large partie d’entre eux avait pu faire un temps d’autres choix que les bolcheviks, ou que le dictateur lui-même. En 1930, la moitié des cadres de l’État et même de la police avaient ainsi servi sous l’ancien régime. La « génération de 1937 », qui les remplace grâce aux purges, n’a connu que Staline et lui doit tout : c’est cette nomenklatura sans passé révolutionnaire qui dirigera désormais l’URSS jusqu’à la veille de sa disparition.
Le régime « totalitaire » de Staline finira d’étouffer les idéaux de la révolution d’Octobre. Dès le milieu des années 1930, il rétablit un certain nombre de valeurs honnies au temps de Lénine et Trotski : exaltation de la famille et de la patrie « socialistes », restauration de titres militaires tels le grade de maréchal, libre vente de la vodka par l’État, académisme dans l’art, russification forcée des minorités et « chauvinisme grand-russe », antisémitisme officiel de moins en moins voilé… La Seconde Guerre mondiale parachèvera cette évolution, l'Internationale cessant par exemple d’être l’hymne soviétique en 1943, et les grades et uniformes de l’Ancien Régime étant spectaculairement rétablis.
Fort peu sensible à l’internationalisme des premiers dirigeants bolcheviques, Staline abandonne par ailleurs toute idée d’exporter la révolution par le Komintern. À ses yeux, elle ne doit s’étendre que grâce à l’Armée rouge, sous strict contrôle de Moscou et comme une extension de l’empire soviétique. C’est ce qui se produit dès 1939 lors des annexions permises par le Pacte germano-soviétique (qui permet de récupérer les territoires perdus lors de la guerre civile russe), puis après la victoire de 1945.
Tous ces faits seront caractérisés par Léon Trotski comme le « Thermidor » de la révolution russe (par comparaison avec la réaction qui suivit la chute de Robespierre pendant la Révolution française). La comparaison présente toutefois certaines limites. En effet, l’ère stalinienne se marque aussi par un retour, contre les paysans, aux méthodes du « communisme de guerre ». Et elle coïncide avec un déchaînement de terreur sans précédent, là où le Thermidor français mettait au contraire fin à la Terreur. D’autre part, l’avènement de Staline signifie aussi une relance spectaculaire de la transformation économique en Russie, au point que l’on a pu parler de la « seconde révolution » de l’an 1930 : nationalisation intégrale des terres, plan quinquennal sortant brusquement l’URSS de l’arriération. Cela au lourd prix dissimulé de millions de victimes, conséquence de l'ambition totalitaire du pouvoir étatique.

### Interprétations
Les causes de cette « dégénérescence » sont diversement expliquées. Pour les anarchistes, elle est due aux principes « autoritaires » du parti bolchevique. Pour d’autres, comme certains libéraux, elle est inscrite dans les idées mêmes de Karl Marx. Pour un certain nombre de marxistes non-bolcheviques, Lénine a commis l’erreur fatale de vouloir déclencher une révolution ouvrière dans un pays massivement paysan et a surestimé les potentialités révolutionnaires dans les pays occidentaux. Pour des communistes marxistes anti-léninistes, comme les communistes de conseils, les bolcheviks ont d'emblée mis en place un capitalisme d'État et ont bafoué les principes communistes et marxistes.
Commentant dès l’époque les événements d’Octobre et de la guerre civile, des marxistes comme le théoricien Karl Kautsky ou la révolutionnaire Rosa Luxemburg ont fait porter leurs critiques sur la nature du parti bolchevique et sur son organisation léniniste (que Trotski lui-même avait dénoncé dès 1904 comme un danger). À leurs yeux, l’assimilation abusive du parti au peuple, son mépris de la démocratie, son culte de la violence l’amènent à faire de nécessité vertu et à transformer la terreur et la dictature imposées par les circonstances en un système permanent. Le pouvoir du Parti sur le prolétariat se substitue ainsi durablement au pouvoir des soviets et de la classe ouvrière. Ils pointent aussi que son caractère hiérarchisé, centralisé, militarisé et monolithique l’a amené fatalement à concentrer tous ses pouvoirs dictatoriaux entre les mains d’un petit groupe au sommet (le Politburo, fondé en 1917) - et plus tard, entre les mains d’un seul homme. Cette analyse critique a été reprise dans les années 1930 par un certain nombre d’anciens compagnons de route de la révolution d’Octobre, ainsi en France Pierre Monatte, Alfred Rosmer ou encore Boris Souvarine, pionnier de la critique du stalinisme.
Pour Trotski et les trotskistes, c’est dans la naissance de la bureaucratie, ainsi que dans l’isolement de la révolution dans un pays pauvre et peu développé, qu’il faut chercher la cause de la dictature totalitaire. On peut toutefois souligner que précisément, aucune révolution « marxiste » au XXe siècle n’a jamais éclaté dans un pays riche et industriel, les seuls pays ayant été concernés étaient agraires et en retard de développement (la Chine, le Viêt Nam, l’Éthiopie, le Mozambique, etc.). Par ailleurs, aucun des régimes se réclamant d’une révolution communiste n’a évité de s’orienter rapidement vers la dictature policière et bureaucratique - ce qui peut en partie s’expliquer par la satellisation de la plupart des mouvements communistes arrivés au pouvoir par Moscou et à l’influence de Staline et de l’URSS dans ces pays, tant aux plans militaire, qu’économique ou politique.
La Seconde Guerre mondiale fut suivie par la « guerre froide », opposant le Bloc de l'Est à l’Occident (dans ce cas, les États-Unis surtout) dans une course à l’armement qui n’aboutit jamais à un conflit ouvert direct, avant la fin de l’URSS en 1991.